# Ion Antonescu
Ion Antonescu (Pitești, 14 de junho [Calend. juliano: 2 de junho] 1882 – Jilava, 1 de junho de 1946) foi um oficial militar e marechal romeno que presidiu duas ditaduras sucessivas em tempo de guerra como primeiro-ministro e Conducător durante a maior parte da Segunda Guerra Mundial. Responsável por facilitar o Holocausto na Romênia, ele foi deposto em 1944, antes de ser julgado por crimes de guerra e executado dois anos depois, em 1946.
Oficial de carreira do exército romeno que se destacou durante a revolta camponesa de 1907 e a campanha romena da Primeira Guerra Mundial, o antissemita Antonescu simpatizava com a política de extrema direita e fascista. Ele foi adido militar na França e mais tarde Chefe do Estado-Maior, servindo brevemente como Ministro da Defesa no gabinete nacional cristão de Octavian Goga, bem como no subsequente I Gabinete Cristea, no qual também serviu como Ministro do Ar e da Marinha. No final da década de 1930, sua posição política o colocou em conflito com o Rei Carlos II e levou à sua detenção. Antonescu ganhou destaque político durante a crise política de 1940 e estabeleceu o Estado Legionário Nacional, uma parceria difícil com Horia Sima, da Guarda de Ferro. Depois de aliar a Romênia à Alemanha Nazista, ele eliminou a Guarda durante a Rebelião Legionária de 1941. Além de primeiro-ministro, ele atuou como seu próprio ministro das Relações Exteriores e ministro da Defesa. Logo após a Romênia se juntar ao Eixo na Operação Barbarossa, recuperando a Bessarábia e a Bucovina do Norte, Antonescu também se tornou Marechal da Romênia.
Uma figura atípica entre os perpetradores do Holocausto, Antonescu aplicou políticas independentemente responsáveis pelas mortes de cerca de 400.000 pessoas, a maioria delas judeus bessarabianos, ucranianos e romenos, bem como ciganos romenos. A cumplicidade do regime no Holocausto combinou pogroms e assassinatos em massa, como o massacre de Odessa, com limpeza étnica e deportações sistemáticas para a Transnístria ocupada. O sistema em vigor era, no entanto, caracterizado por inconsistências singulares, priorizando a pilhagem em vez da matança, mostrando clemência para com a maioria dos judeus no Antigo Reino e, por fim, recusando-se a adotar a Solução Final. Isso foi possível pelo fato de que a Romênia, como aliada menor da Alemanha Nazista, não foi ocupada pela Wehrmacht e preservou um grau de autonomia política.
Ataques aéreos à Romênia pelos Aliados em 1944 e pesadas baixas na Frente Oriental levaram Antonescu a iniciar negociações de paz com os Aliados, que foram inconclusivas. Em 23 de agosto de 1944, o rei Miguel I liderou um golpe de estado contra Antonescu, que foi preso; depois da guerra, ele foi condenado por crimes de guerra e executado em junho de 1946. Seu envolvimento no Holocausto foi oficialmente reafirmado e condenado após o relatório da Comissão Wiesel de 2003.

## Biografia

### Infância e carreira
Nascido na cidade de Piteşti, a noroeste da capital Bucareste, Antonescu era descendente de uma família ortodoxa romena de classe média alta com alguma tradição militar.  Ele era especialmente próximo de sua mãe, Lița Baranga, que sobreviveu à sua morte.  Seu pai, um oficial do exército, queria que Íon seguisse seus passos e, portanto, o enviou para estudar na Escola de Infantaria e Cavalaria em Craiova.  Durante sua infância, seu pai se divorciou de sua mãe para se casar com uma mulher judia convertida à Ortodoxia.  O fim do casamento dos seus pais foi um acontecimento traumático para o jovem Antonescu, e ele não escondeu a sua antipatia pela sua madrasta, a quem sempre descreveu como uma femme fatale que destruiu o que ele via como o casamento feliz dos seus pais. 
De acordo com um relato, Antonescu foi brevemente colega de classe de Wilhelm Filderman, o futuro ativista da comunidade judaica romena cujas intervenções com o Conducător Antonescu ajudaram a salvar vários de seus correligionários.  Após a formatura, em 1904, Antonescu se juntou ao Exército Romeno com a patente de Segundo Tenente. Ele passou os dois anos seguintes frequentando cursos na Seção Especial de Cavalaria em Târgoviște.  Segundo consta, Antonescu era um aluno zeloso e determinado, incomodado pelo ritmo lento das promoções, e compensava sua baixa estatura com dureza.  Com o tempo, a reputação de ser um comandante duro e implacável, juntamente com seu cabelo ruivo, lhe rendeu o apelido de Câinele Roșu ("O Cão Vermelho").  Antonescu também desenvolveu a reputação de questionar os seus comandantes e de apelar por cima das suas cabeças sempre que sentia que estavam errados. 
Durante a repressão da revolta dos camponeses de 1907, ele chefiou uma unidade de cavalaria no Condado de Covurlui.   As opiniões sobre o seu papel nos acontecimentos divergem: enquanto alguns historiadores acreditam que Antonescu foi um participante particularmente violento na repressão da revolta,   outros equiparam a sua participação à dos oficiais regulares  ou consideram-na como excepcionalmente diplomática.  Além de restringir os protestos camponeses, a unidade de Antonescu subjugou as atividades socialistas no porto de Galați.  A sua forma de lidar com a situação valeu-lhe elogios do Rei Carlos I, que enviou o Príncipe Herdeiro (futuro monarca) Fernando para o felicitar perante toda a guarnição.  No ano seguinte, Antonescu foi promovido a tenente e, entre 1911 e 1913, frequentou a Escola Avançada de Guerra, recebendo o posto de capitão após a formatura.  Em 1913, durante a Segunda Guerra dos Balcãs contra a Bulgária, Antonescu serviu como oficial do estado-maior na Primeira Divisão de Cavalaria em Dobruja. 

### Primeira Guerra Mundial

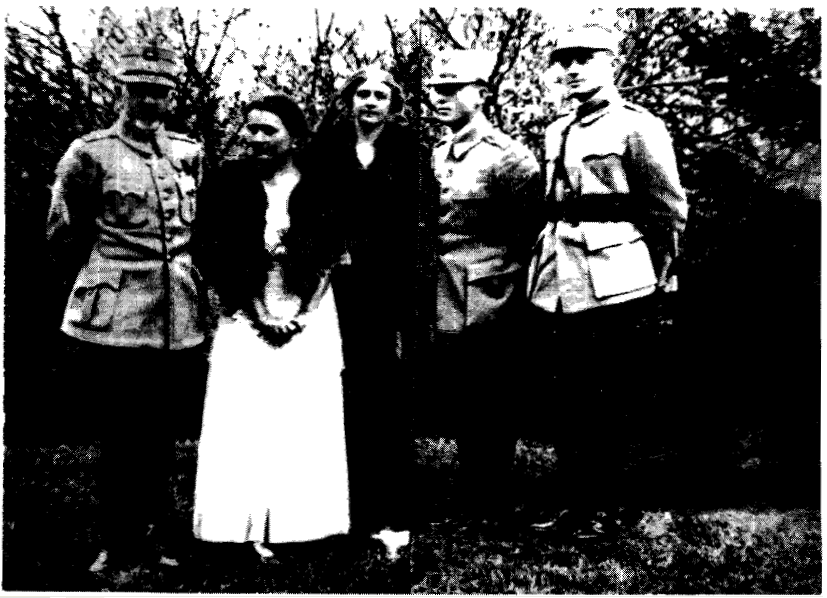
Major Ion Antonescu (segundo da direita) com o general Constantin Prezan e sua esposa Olga Prezan (primeira e segunda da esquerda, respectivamente), 1916

Depois de 1916, quando a Romênia entrou na Primeira Guerra Mundial do lado dos Aliados, Ion Antonescu atuou como chefe de gabinete do General Constantin Prezan.  Quando as tropas inimigas cruzaram as montanhas da Transilvânia para a Valáquia, Antonescu recebeu ordens de elaborar um plano de defesa para Bucareste. 

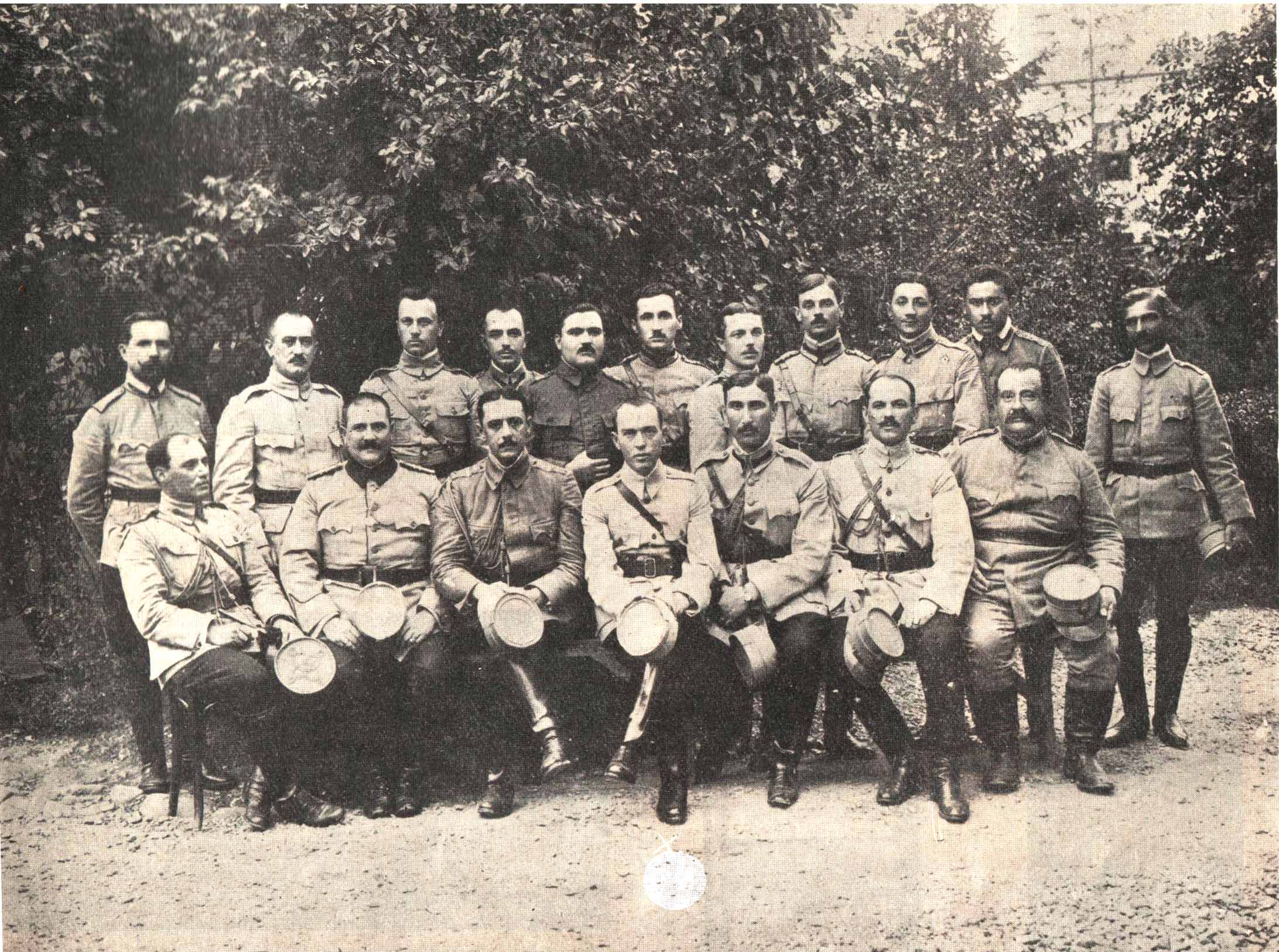
Antonescu (fileira inferior, centro) com os outros oficiais da Seção "Operações" do Estado-Maior Geral em tempo de guerra (General Marele Cartier), final de março de 1918

A corte real, o exército e a administração romena foram posteriormente forçados a recuar para a Moldávia. Antonescu participou de uma decisão importante envolvendo esforços defensivos, uma promoção incomum que provavelmente alimentou suas ambições.  Em dezembro, quando Prezan se tornou Chefe do Estado-Maior, Antonescu, que já era major, foi nomeado chefe de operações, estando envolvido na defesa da Moldávia. Ele contribuiu para as táticas usadas durante a Batalha de Mărășești (julho-agosto de 1917), quando os romenos sob o comando do general Eremia Grigorescu conseguiram impedir o avanço das forças alemãs sob o comando do marechal de campo August von Mackensen.  Descrito como "um indivíduo talentoso, embora irritadiço",  Antonescu viveu perto de Prezan durante o resto da guerra e influenciou suas decisões.  Tal foi a influência de Antonescu sobre o General Prezan que o General Alexandru Averescu usou a fórmula "Prezan (Antonescu)" em suas memórias para denotar os planos e ações de Prezan. 
Naquele outono, o principal aliado da Romênia, o Governo Provisório Russo, deixou o conflito. Sua sucessora, a Rússia Bolchevique, fez as pazes com as Potências Centrais, deixando a Romênia como o único inimigo das Potências Centrais na Frente Oriental. Nessas condições, o governo romeno fez seu próprio tratado de paz com as Potências Centrais. A Romênia rompeu o tratado no final do ano, alegando que o rei Fernando I não o havia assinado. Durante o intervalo, Antonescu, que via a paz separada como "a solução mais racional", foi designado para comandar um regimento de cavalaria.  A ofensiva renovada desempenhou um papel na garantia da união da Transilvânia com a Romênia. Após a guerra, os méritos de Antonescu como oficial de operações foram notados, entre outros, pelo político Ion G. Duca, que escreveu que "sua [de Antonescu] inteligência, habilidade e atividade trouxeram crédito a si mesmo e serviço inestimável ao país."  Outro evento ocorrido no final da guerra também é creditado por ter desempenhado um papel importante na vida de Antonescu: em 1918, o príncipe herdeiro Carlos (o futuro rei Carlos II) deixou seu posto no exército para se casar com uma plebeia. Isto indignou Antonescu, que desenvolveu um desprezo duradouro pelo futuro rei. 

### Atribuições diplomáticas e cargos de Estado-Maior

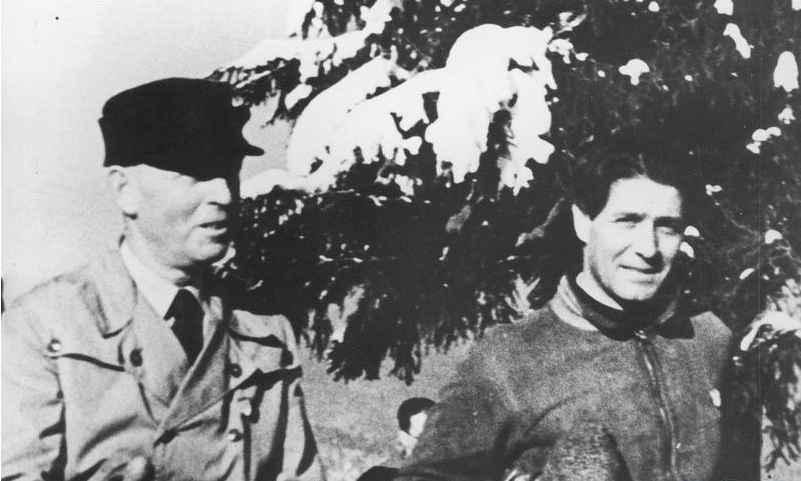
General Antonescu (à esquerda) com Corneliu Zelea Codreanu, Capitão da Guarda de Ferro, em um evento de esqui em 1935

O tenente-coronel Ion Antonescu manteve sua visibilidade aos olhos do público durante o período entre guerras. Ele participou da campanha política para obter reconhecimento na Conferência de Paz de Paris de 1919 pelos ganhos da Romênia na Transilvânia. Seu argumento nacionalista sobre um estado futuro foi publicado como o ensaio Românii. Origina, trecutul, sacrificiile și drepturile lor ("Os romenos. Sua origem, seu passado, seus sacrifícios e seus direitos"). O folheto defendia a extensão do domínio romeno para além dos limites da Grande Romênia e recomendava, sob o risco de guerra com o emergente Reino da Iugoslávia, a anexação de todas as áreas do Banato e do Vale do Timok.  Antonescu era conhecido por suas frequentes e erráticas mudanças de humor, passando de extremamente irritado para calmo, para irritado novamente e para calmo novamente em poucos minutos, comportamento que muitas vezes desorientava aqueles que tinham que trabalhar com ele.  O historiador israelita Jean Ancel escreveu que as frequentes mudanças de humor de Antonescu eram devidas à sífilis que contraiu quando jovem, uma condição de que sofreu durante o resto da sua vida. 
Tornou-se adido em Paris em 1922. Ele negociou um crédito no valor de 100 milhões de francos franceses para comprar armamento francês.  Ele trabalhou em conjunto com o diplomata romeno Nicolae Titulescu; os dois se tornaram amigos pessoais.  Ele também esteve em contato com a aristocrata conservadora e escritora romena Marthe Bibesco, que apresentou Antonescu às ideias de Gustave Le Bon, um pesquisador de psicologia de massas que teve influência no fascismo.  Bibesco viu Antonescu como uma nova versão do nacionalista francês do século XIX, Georges Boulanger, apresentando-o como tal a Le Bon.  Em 1923, ele conheceu o advogado Mihai Antonescu, que se tornaria seu amigo próximo, representante legal e associado político. 
Após retornar à Romênia em 1926, Antonescu retomou seu ensino em Sibiu e, no outono de 1928, tornou-se Secretário-Geral do Ministério da Defesa no gabinete de Vintilă Brătianu.  Ele se casou com Maria Niculescu, residente na França há muito tempo, que já havia sido casada duas vezes: primeiro com um policial romeno, com quem teve um filho, Gheorghe (falecido em 1944), e depois com um francês de origem judaica.  Após um período como Vice-Chefe do Estado-Maior General,  foi nomeado seu Chefe (1933–1934). Essas atribuições coincidiram com o governo do filho menor de idade de Carlos, Miguel I, e seus regentes, e com a tomada de poder por Carlos em 1930. Durante esse período, Antonescu se interessou pela Guarda de Ferro, um movimento antissemita e fascista liderado por Corneliu Zelea Codreanu. Na sua qualidade de Vice-Chefe do Estado-Maior, ordenou à unidade de informações do Exército que compilasse um relatório sobre a facção e fez uma série de notas críticas sobre as várias declarações de Codreanu. 
Como Chefe de Gabinete, Antonescu teria tido seu primeiro confronto com a classe política e o monarca. Seus projetos de modernização de armas foram questionados pelo ministro da defesa Paul Angelescu, levando Antonescu a apresentar sua renúncia.  De acordo com outro relato, ele completou um relatório oficial sobre o desvio de fundos do Exército que indiretamente implicou Carlos e sua camarilha (ver Caso Škoda).   O rei, consequentemente, ordenou que ele deixasse o cargo, provocando indignação entre setores da corrente política dominante.  Por ordem de Carlos, Antonescu foi colocado sob vigilância pelo serviço de inteligência Siguranța Statului e monitorado de perto pelo subsecretário do Ministério do Interior, Armand Călinescu.  As credenciais políticas do oficial estavam em ascensão, pois ele conseguia estabelecer e manter contatos com pessoas de todos os lados do espectro político, enquanto o apoio a Carlos despencava. Entre estes estavam os contactos com os dois principais grupos democráticos, o Nacional Liberal e o Nacional dos Camponeses, partidos conhecidos respectivamente como PNL e PNȚ.  Ele também se envolveu em discussões com os crescentes movimentos de extrema direita, antissemitas e fascistas; embora em competição entre si, tanto o Partido Nacional Cristão (PNC) de Octavian Goga quanto a Guarda de Ferro procuraram atrair Antonescu para o seu lado.   Em 1936, para alarme das autoridades, o general do Exército e membro da Guarda de Ferro Gheorghe Cantacuzino-Grănicerul organizou um encontro entre Antonescu e o líder do movimento, Corneliu Codreanu. Diz-se que Antonescu achou Codreanu arrogante, mas acolheu bem a sua abordagem revolucionária à política. 

### Portfólio de defesa e os julgamentos de Codreanu
No final de 1937, depois que as eleições gerais de dezembro chegaram a um resultado inconclusivo, Carlos nomeou Goga como primeiro-ministro de um gabinete de extrema direita, que foi o primeiro executivo a impor discriminação racial em seu tratamento à comunidade judaica. A nomeação de Goga teve como objetivo conter a ascensão do mais popular e ainda mais radical Codreanu. Inicialmente, tendo recebido a pasta das Comunicações do seu rival, o Ministro do Interior Armand Călinescu, Antonescu exigiu repetidamente o cargo de Ministro da Defesa, o que lhe foi finalmente concedido.  Seu mandato coincidiu com um período conturbado, e viu a Romênia ter que escolher entre sua aliança tradicional com a França, a Grã-Bretanha, a decadente Pequena Entente e a Liga das Nações ou se aproximar da Alemanha Nazista e seu Pacto Anti-Comintern. A contribuição do próprio Antonescu é contestada pelos historiadores, que o veem como um apoiador da aliança anglo-francesa ou, como o próprio PNC, mais favorável à cooperação com a Alemanha de Adolf Hitler.  Na época, Antonescu via a aliança da Romênia com a Entente como um seguro contra o revanchismo húngaro e soviético, mas, como anticomunista, ele desconfiava da reaproximação franco-soviética.  Particularmente preocupado com as exigências húngaras na Transilvânia, ordenou ao Estado-Maior que se preparasse para um ataque ocidental.  No entanto, sua maior contribuição no cargo foi em relação a uma crise interna: como resposta aos confrontos violentos entre a Guarda de Ferro e a própria milícia fascista do PNC, os Lăncieri, Antonescu estendeu a lei marcial já imposta. 
O gabinete Goga terminou quando a tentativa de reaproximação entre Goga e Codreanu  levou Carlos a derrubar o sistema democrático e proclamar seu próprio regime autoritário (ver Constituição da Romênia de 1938, Frente Nacional do Renascimento). O primeiro-ministro deposto morreu em 1938, enquanto Antonescu permaneceu amigo próximo de sua viúva, Veturia Goga .  Naquela época, revisando sua posição anterior, Antonescu também havia construído um relacionamento próximo com Codreanu, e até mesmo se tornou seu confidente.   A pedido de Carlos, ele havia pedido anteriormente ao líder da Guarda que considerasse uma aliança com o rei, o que Codreanu prontamente recusou em favor de negociações com Goga, juntamente com alegações de que não estava interessado em batalhas políticas, uma atitude supostamente induzida pelo próprio Antonescu. 
Logo depois, Călinescu, agindo sob indicações do monarca, prendeu Codreanu e o processou em dois julgamentos sucessivos. Antonescu, cujo mandato como Ministro da Defesa foi prolongado sob o governo de Miron Cristea, demitiu-se em protesto contra a prisão de Codreanu.  O mandato de Antonescu terminou em 30 de março de 1938. Ele também atuou como Ministro do Ar e da Marinha entre 2 de fevereiro e sua renúncia em 30 de março.  Ele foi uma testemunha de defesa famosa no primeiro  e no segundo julgamento deste último.  Durante o último, que resultou na condenação de Codreanu por traição, Antonescu garantiu a honestidade de seu amigo enquanto apertava sua mão diante do júri.  Após a conclusão do julgamento, o rei ordenou que seu antigo ministro fosse internado em Predeal, antes de designá-lo para comandar o Terceiro Exército na remota região oriental da Bessarábia (e posteriormente removê-lo depois que Antonescu expressou simpatia pelos guardistas presos em Chișinău).  Tentando desacreditar seu rival, Carlos também ordenou que a esposa de Antonescu fosse julgada por bigamia, com base em uma falsa alegação de que seu divórcio não havia sido finalizado. Defendido por Mihai Antonescu, o oficial conseguiu provar que os seus detractores estavam errados.  O próprio Codreanu foi levado sob custódia e discretamente morto pelos gendarmes agindo sob as ordens de Carlos (novembro de 1938). 
O regime de Carlos dissolveu-se lentamente numa crise, uma dissolução acelerada após o início da Segunda Guerra Mundial, quando o sucesso militar das principais potências do Eixo e o pacto de não agressão assinado pela Alemanha e pela União Soviética viram a Romênia isolada e ameaçada (ver Roménia durante a Segunda Guerra Mundial). Em 1940, duas regiões da Romênia, Bessarábia e Bucovina do Norte, foram perdidas para uma ocupação soviética consentida pelo rei. Isto ocorreu quando a Roménia, exposta pela queda da França, procurava alinhar as suas políticas com as da Alemanha.  O próprio Antonescu passou a valorizar uma alternativa pró-Eixo após o Acordo de Munique de 1938, quando a Alemanha impôs exigências à Tchecoslováquia com a aquiescência da França e do Reino Unido, deixando os habitantes locais a temer que, a menos que fosse reorientada, a Roménia a seguiria.  Irritado com as perdas territoriais de 1940, o general Antonescu enviou a Carlos uma nota geral de protesto e, como resultado, foi preso e internado no Mosteiro de Bistrița.   Enquanto estava lá, ele encarregou Mihai Antonescu de estabelecer contactos com oficiais alemães nazis, prometendo promover o interesse económico alemão, particularmente no que diz respeito à indústria petrolífera local, em troca de apoio.  Comentando a posição ambivalente de Antonescu, o ministro de Hitler na Romênia, Wilhelm Fabricius, escreveu aos seus superiores: "Não estou convencido de que ele seja um homem seguro." 

### Ascensão ao poder

Estandarte de Ion Antonescu como Conducător

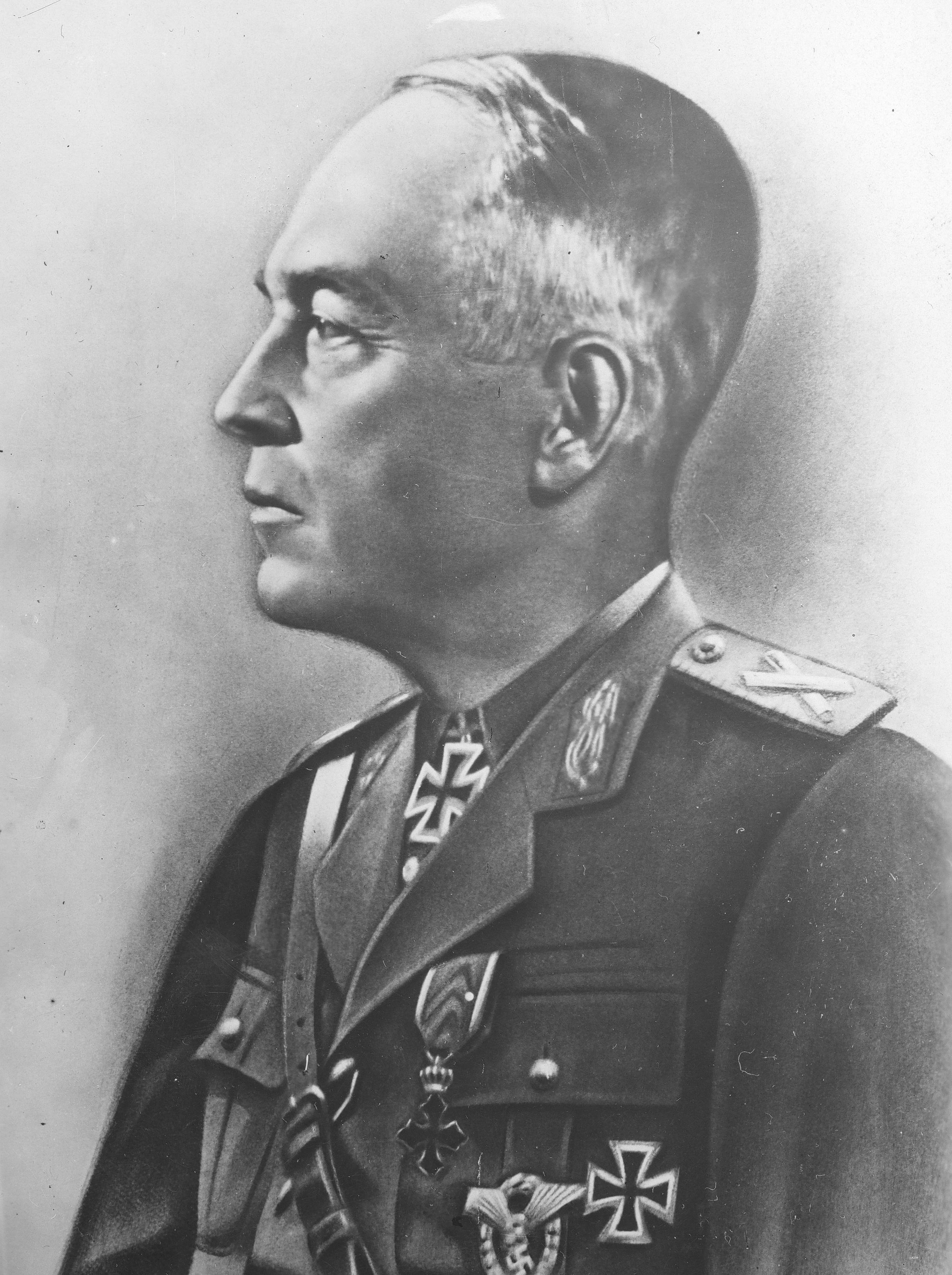
Retrato oficial de Antonescu, 1942

A elite da Roménia era intensamente francófila desde que a Roménia conquistou a sua independência no século XIX, tão francófila que a derrota da França em Junho de 1940 teve o efeito de desacreditar toda a elite.  A internação de Antonescu terminou em agosto, período durante o qual, sob pressão do Eixo, a Romênia cedeu o sul de Dobruja à Bulgária (ver Tratado de Craiova) e o norte da Transilvânia à Hungria (ver Segunda Sentença de Viena). A última concessão causou consternação entre grandes setores da população da Romênia, fazendo com que a popularidade de Carlos caísse para um nível recorde e provocando protestos em larga escala em Bucareste, a capital. Esses movimentos foram organizados competitivamente pelo PNȚ pró-Aliados, liderado por Iuliu Maniu, e pela Guarda de Ferro pró-Nazista.  O último grupo foi reavivado sob a liderança de Horia Sima e estava organizando um golpe de estado.  Nesse contexto conturbado, Antonescu simplesmente deixou sua residência designada. Ele pode ter sido secretamente ajudado nisso pela intercessão alemã,  mas foi mais diretamente auxiliado a escapar pela socialite Alice Sturdza, que estava agindo a pedido de Maniu.  Antonescu encontrou-se posteriormente com Maniu em Ploiești, onde discutiram a melhor forma de gerir a situação política.    Enquanto estas negociações decorriam, o próprio monarca estava a ser aconselhado pela sua comitiva a recuperar a legitimidade governando em conjunto com o cada vez mais popular Antonescu, ao mesmo tempo que criava uma nova maioria política a partir das forças existentes.  

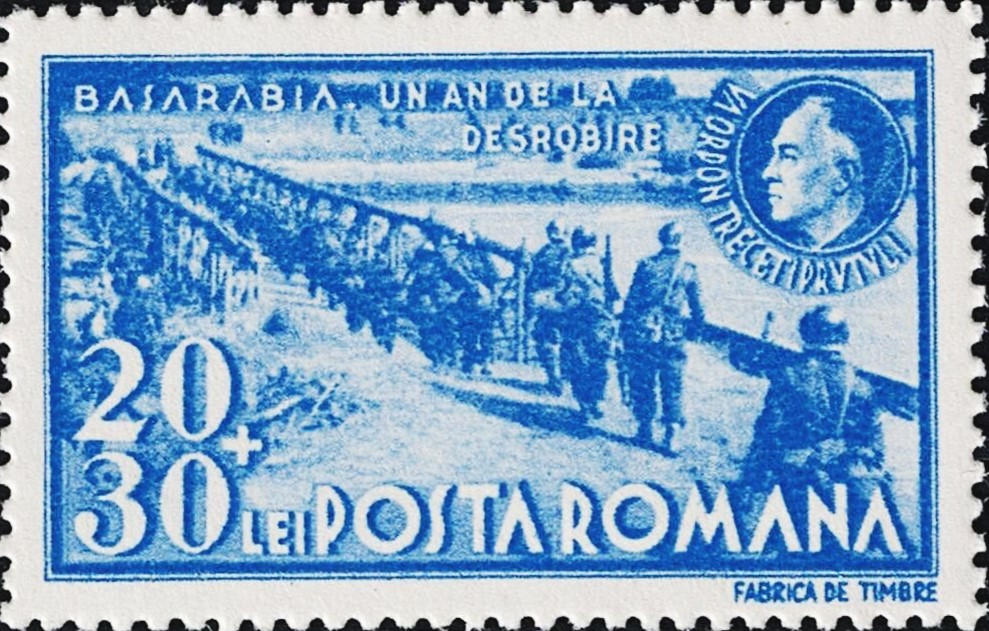
Selo postal de 1942 com Antonescu

Em 2 de setembro de 1940, Valer Pop, um cortesão e membro importante da camarilha, aconselhou Carlos a nomear Antonescu como primeiro-ministro como solução para a crise.  Os motivos de Pop para aconselhar Carlos a nomear Antonescu como primeiro-ministro foram, em parte, porque Antonescu, que era conhecido por ser amigo da Guarda de Ferro e que havia sido preso no governo de Carlos, era considerado alguém com um histórico de oposição ao regime de Carlos o suficiente para apaziguar o público, e em parte porque Pop sabia que Antonescu, apesar de todas as suas simpatias legionárias, era um membro da elite e acreditava que ele jamais se voltaria contra ela. Quando Carlos se mostrou relutante em nomear Antonescu primeiro-ministro, Pop visitou a legação alemã para se encontrar com Fabricius na noite de 4 de setembro de 1940 para pedir que o ministro alemão telefonasse para Carlos para lhe dizer que o Reich queria Antonescu como primeiro-ministro, e Fabricius prontamente fez exatamente isso.  Carlos e Antonescu aceitaram a proposta, tendo Antonescu sido ordenado a abordar os líderes dos partidos políticos Maniu do PNȚ e Dinu Brătianu do PNL.    Todos eles pediram a abdicação de Carlos como medida preliminar,    enquanto Sima, outro líder procurado para negociações, não pôde ser encontrado a tempo de expressar sua opinião.  Antonescu atendeu parcialmente ao pedido, mas também pediu a Carlos que lhe concedesse poderes de reserva para chefes de Estado romenos.   Carlos cedeu e, em 5 de setembro de 1940, o general tornou-se primeiro-ministro, e Carlos transferiu-lhe a maior parte dos seus poderes ditatoriais.   A primeira medida deste último foi reduzir a resistência potencial dentro do Exército, retirando o chefe da guarnição de Bucareste, Gheorghe Argeșanu, do seu cargo e substituindo-o por Dumitru Coroamă.  Pouco depois, Antonescu ouviu rumores de que dois dos generais leais a Carlos, Gheorghe Mihail e Paul Teodorescu, planejavam matá-lo.  Em reação, ele forçou Carlos a abdicar, enquanto o general Coroamă se recusava a cumprir a ordem real de abater os manifestantes da Guarda de Ferro. 
Miguel ascendeu ao trono pela segunda vez, enquanto os poderes ditatoriais de Antonescu foram confirmados e ampliados.   Em 6 de setembro, dia em que Miguel assumiu formalmente o trono, ele emitiu um decreto real declarando Antonescu Conducător (líder) do estado. O mesmo decreto relegou o monarca a um papel cerimonial.  Entre as medidas subsequentes de Antonescu estava garantir a partida segura para o autoexílio de Carlos e sua amante Elena Lupescu, concedendo proteção ao trem real quando foi atacado por membros armados da Guarda de Ferro.  O regime do Rei Carlos era conhecido por ser o regime mais corrupto da Europa durante a década de 1930 e, quando Carlos fugiu da Romênia, levou consigo a maior parte do tesouro romeno, deixando o novo governo com enormes problemas financeiros.  Antonescu esperava, talvez ingenuamente, que Carlos levasse consigo dinheiro suficiente para um exílio confortável, e ficou surpreso que Carlos tivesse esvaziado quase todo o tesouro nacional. Durante os quatro anos seguintes, uma das principais preocupações do governo de Antonescu foi tentar fazer com que os bancos suíços onde Carlos havia depositado os ativos devolvessem o dinheiro à Romênia; esse esforço não obteve sucesso. 
A cooperação subsequente de Horia Sima com Antonescu foi apoiada por altos funcionários nazistas alemães, muitos dos quais temiam que a Guarda de Ferro fosse fraca demais para governar por conta própria.  Antonescu recebeu, portanto, a aprovação do Embaixador Fabricius.  Apesar das promessas iniciais, Antonescu abandonou os projectos de criação de um governo nacional,   e optou em vez disso por uma coligação entre um lobby da ditadura militar e a Guarda de Ferro.   Mais tarde, ele justificou sua escolha afirmando que a Guarda de Ferro "representava a base política do país na época".  Desde o início, Antonescu entrou em conflito com Sima sobre questões econômicas, com a principal preocupação de Antonescu sendo fazer a economia crescer para fornecer impostos para um tesouro saqueado por Carlos, enquanto Sima favorecia medidas econômicas populistas para as quais Antonescu insistia que não havia dinheiro. 

### Parceria Antonescu-Sima

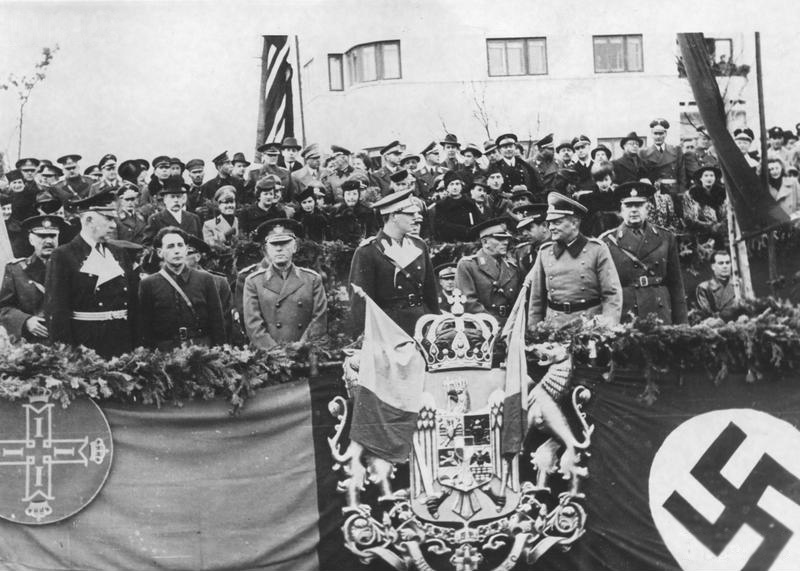
Horia Sima, Antonescu e o rei Miguel I da Romênia, 1940

O regime resultante, considerado o Estado Legionário Nacional, foi oficialmente proclamado em 14 de setembro. Naquela data, a Guarda de Ferro foi remodelada e se tornou o único partido legalmente permitido na Romênia. Antonescu continuou como primeiro-ministro e Conducător, e foi nomeado comandante honorário da Guarda. Sima tornou-se vice-primeiro-ministro e líder da Guarda.     Antonescu posteriormente ordenou que os Guardistas presos por Carlos fossem libertados.  Em 6 de outubro, ele presidiu a manifestação de massa da Guarda de Ferro em Bucareste, um de uma série de grandes eventos comemorativos e comemorativos organizados pelo movimento durante os últimos meses de 1940.  No entanto, ele tolerou a existência informal do PNȚ e do PNL, permitindo-lhes preservar grande parte do seu apoio político. 
Seguiu-se uma parceria curta e sempre difícil entre Antonescu e Sima. No final de setembro, o novo regime denunciou todos os pactos, acordos e acordos diplomáticos assinados sob Carlos, colocando o país na órbita da Alemanha, ao mesmo tempo que subvertia a sua relação com um antigo aliado dos Balcãs, o Reino da Iugoslávia.  As tropas alemãs entraram no país por etapas, a fim de defender a indústria petrolífera local  e ajudar a instruir os seus homólogos romenos sobre as tácticas da Blitzkrieg.  Em 23 de novembro, Antonescu estava em Berlim, onde sua assinatura selou o compromisso da Romênia com o principal instrumento do Eixo, o Pacto Tripartite.   Dois dias depois, o país também aderiu ao Pacto Anti-Comintern liderado pelos nazista.  Além destes compromissos genéricos, a Roménia não tinha qualquer tratado que a vinculasse à Alemanha e a aliança romeno-alemã funcionava informalmente.  Falando em 1946, Antonescu afirmou ter seguido o caminho pró-alemão na continuação de políticas anteriores e por medo de um protectorado nazista na Roménia. 
Durante o período do Estado Legionário Nacional, a legislação anti-semita anterior foi mantida e reforçada, enquanto a "romenização" das empresas de propriedade judaica se tornou uma prática oficial padrão.   Imediatamente após assumir o cargo, o próprio Antonescu expandiu a legislação antijudaica e inspirada na lei de Nuremberg, aprovada pelos seus antecessores Goga e Ion Gigurtu,  enquanto dezenas de novos regulamentos antijudaicos foram aprovados em 1941-1942.  Isto foi feito apesar da sua promessa formal a Wilhelm Filderman e à Federação das Comunidades Judaicas de que, a menos que se envolva em "sabotagem", "a população judaica não sofrerá".  Antonescu não rejeitou a aplicação das políticas legionárias, mas ficou ofendido com a defesa do paramilitarismo por parte de Sima e com o recurso frequente da Guarda à violência de rua.   Ele atraiu muita hostilidade de seus parceiros ao estender alguma proteção a ex-dignitários que a Guarda de Ferro havia prendido.  Um incidente inicial opôs Antonescu ao jornal da Guarda, Buna Vestire, que o acusou de clemência e foi posteriormente forçado a mudar seu conselho editorial.  Nessa altura, a imprensa legionária afirmava rotineiramente que ele estava a obstruir a revolução e a tentar tomar o controlo da Guarda de Ferro, e que tinha sido transformado numa ferramenta da Maçonaria (ver Antimaçonaria).  O conflito político coincidiu com grandes desafios sociais, incluindo o afluxo de refugiados de áreas perdidas no início do ano e um terremoto de grande escala que afetou Bucareste. 
A desordem atingiu o auge nos últimos dias de novembro de 1940, quando, após descobrir as circunstâncias da morte de Codreanu, o movimento fascista ordenou retaliações contra figuras políticas anteriormente associadas a Carlos, realizando o Massacre de Jilava, os assassinatos de Nicolae Iorga e Virgil Madgearu e vários outros atos de violência.   Como retaliação por esta insubordinação, Antonescu ordenou ao Exército que retomasse o controle das ruas,  pressionou Sima sem sucesso para que detivesse os assassinos, destituiu o prefeito da Guarda de Ferro da Polícia de Bucareste, Ștefan Zăvoianu, e ordenou aos ministros legionários que fizessem um juramento ao Conducător .  A sua condenação dos assassinatos foi, no entanto, limitada e discreta e, no mesmo mês, juntou-se a Sima numa cerimónia de enterro dos restos mortais de Codreanu recentemente descobertos.  O abismo crescente entre o ditador e o partido de Sima repercutiu em Berlim. Quando, em dezembro, o ministro legionário das Relações Exteriores, Mihail R. Sturdza, obteve a substituição de Fabricius por Manfred Freiherr von Killinger, considerado mais simpático à Guarda de Ferro, Antonescu prontamente assumiu a liderança do ministério, com o diplomata dócil Constantin Greceanu como seu braço direito.  Na Alemanha, líderes do Partido Nazista como Heinrich Himmler, Baldur von Schirach e Joseph Goebbels deram o seu apoio aos Legionários,   enquanto o Ministro dos Negócios Estrangeiros Joachim von Ribbentrop e a Wehrmacht apoiaram Antonescu.  Este último grupo estava preocupado que qualquer conflito interno pudesse ameaçar a indústria petrolífera da Roménia, vital para o esforço de guerra alemão.   A liderança alemã estava então organizando secretamente a Operação Barbarossa, o ataque à União Soviética.  

### Rebelião Legionária e Operação Barbarossa

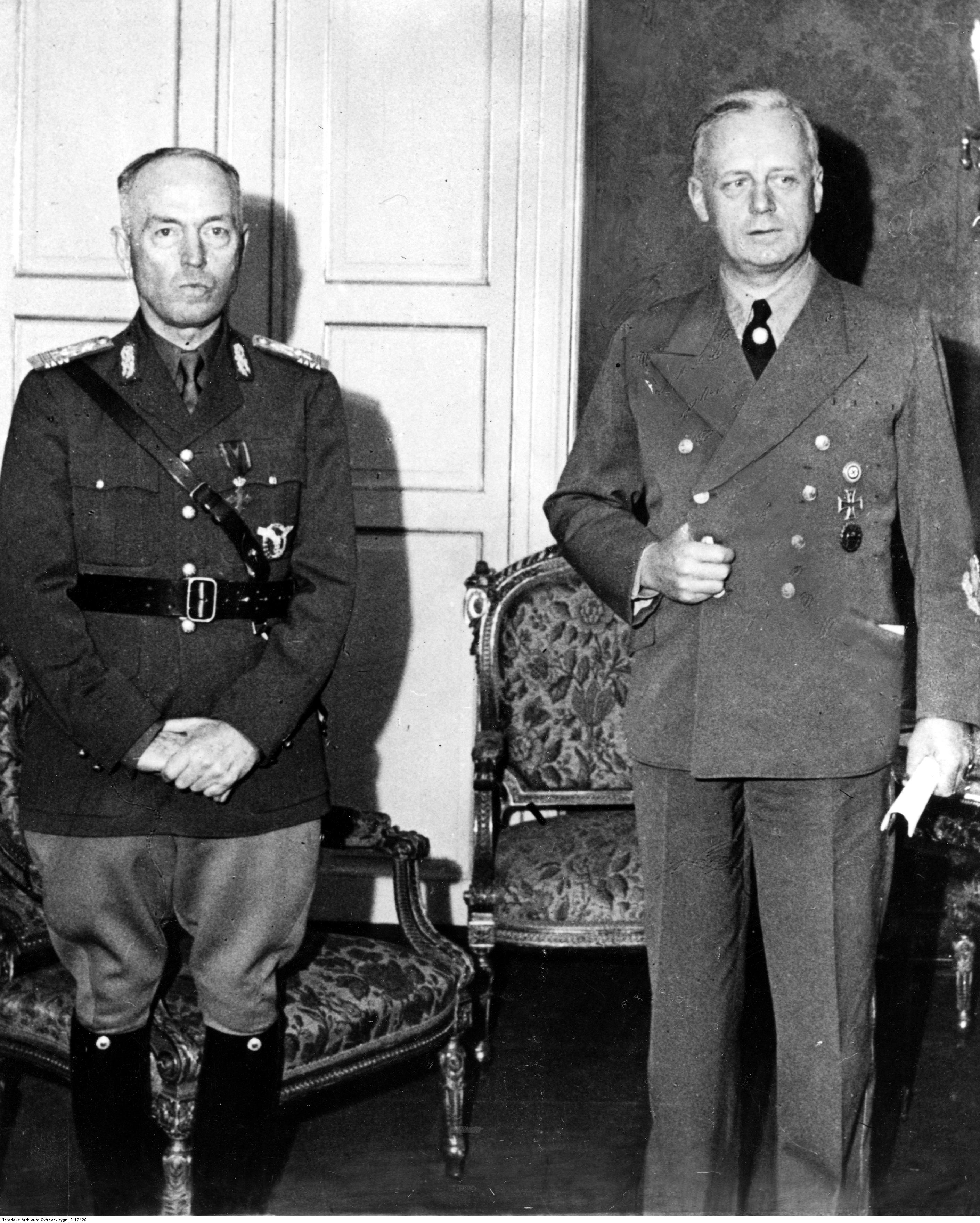
Antonescu com o ministro das Relações Exteriores alemão Joachim von Ribbentrop em junho de 1941

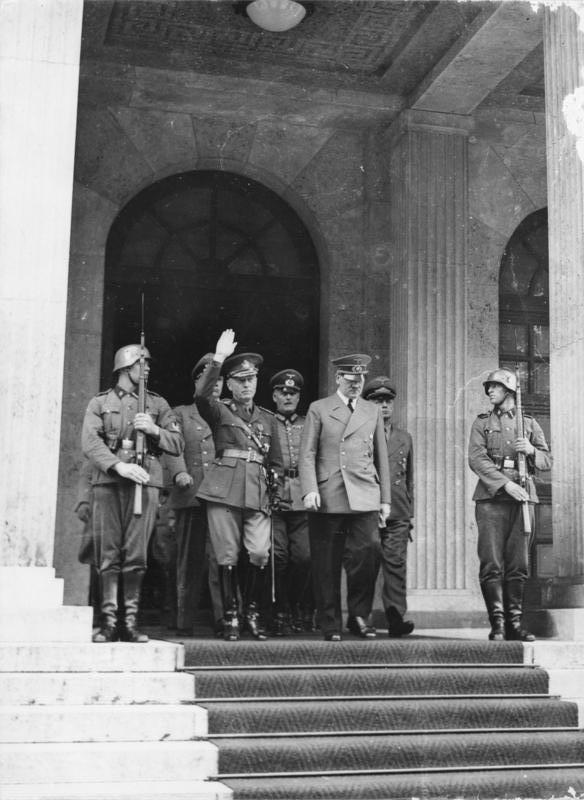
Antonescu e Adolf Hitler no Führerbau em Munique (junho de 1941). Joachim von Ribbentrop e Generalfeldmarschall Wilhelm Keitel ao fundo

O plano de Antonescu para agir contra os seus parceiros de coligação no caso de novos distúrbios dependia da aprovação de Hitler,     cujo vago sinal tinha sido dado durante as cerimónias que confirmavam a adesão da Roménia ao Pacto Tripartido.   Uma reviravolta decisiva ocorreu quando Hitler convidou Antonescu e Sima para discussões: enquanto Antonescu concordou, Sima ficou na Romênia, provavelmente planejando um golpe de estado.   Embora Hitler não tenha apresentado um apoio claro à repressão do partido de Sima, fez comentários interpretados pelo destinatário como bênçãos indiretas.  Em 14 de janeiro de 1941, durante uma cimeira germano-romena, Hitler informou Antonescu dos seus planos de invadir a União Soviética no final daquele ano e pediu à Roménia que participasse.  Nessa época, Hitler chegou à conclusão de que, embora Sima estivesse ideologicamente mais próximo dele, Antonescu era o líder mais competente, capaz de garantir a estabilidade na Romênia e, ao mesmo tempo, estar comprometido em alinhar seu país com o Eixo.
A disputa Antonescu-Sima explodiu em violência em janeiro de 1941, quando a Guarda de Ferro instigou uma série de ataques a instituições públicas e um pogrom, incidentes conhecidos coletivamente como a "Rebelião Legionária".   Isso ocorreu após o misterioso assassinato do Major Döring, um agente alemão em Bucareste, que foi usado pela Guarda de Ferro como pretexto para acusar o Conducător de ter uma agenda secreta anti-alemã,  e fez Antonescu expulsar o Ministro do Interior Legionário, Constantin Petrovicescu, enquanto fechava todos os escritórios de "romenização" controlados pelos Legionários.  Vários outros confrontos levaram-no a exigir a demissão de todos os comandantes da Polícia que simpatizavam com o movimento.  Após dois dias de violência generalizada, durante os quais os Guardiães mataram cerca de 120 judeus de Bucareste,   Antonescu enviou o Exército, sob o comando do General Constantin Sănătescu.  Autoridades alemãs agindo sob as ordens de Hitler, incluindo o novo embaixador Manfred Freiherr von Killinger, ajudaram Antonescu a eliminar os Guardas de Ferro, mas vários de seus colegas de nível inferior ajudaram ativamente os subordinados de Sima.  Goebbels ficou especialmente chateado com a decisão de apoiar Antonescu, acreditando que isso teria sido vantajoso para "os maçons". 
Após o expurgo da Guarda de Ferro, Hitler manteve as suas opções em aberto ao conceder asilo político a Sima — a quem os tribunais de Antonescu condenaram à morte — e a outros legionários em situações semelhantes.  Os Guardistas foram detidos em condições especiais nos campos de concentração de Buchenwald e Dachau.  Paralelamente, Antonescu obteve publicamente a cooperação dos Codreanistas, membros de uma ala dos Guardiões de Ferro que se opôs violentamente a Sima, e cujo líder era o pai de Codreanu , Ion Zelea Codreanu.  Antonescu procurou novamente o apoio do PNȚ e do PNL para formar um gabinete nacional, mas a sua rejeição do parlamentarismo fez com que os dois grupos o recusassem. 
Antonescu viajou para a Alemanha e encontrou-se com Hitler em mais oito ocasiões entre junho de 1941 e agosto de 1944.  Tais contactos próximos ajudaram a cimentar uma relação duradoura entre os dois ditadores, e Hitler passou a ver Antonescu como a única pessoa de confiança na Roménia,   e o único estrangeiro a consultar em assuntos militares.  O historiador americano Gerhard Weinberg escreveu que Hitler, após o primeiro encontro com Antonescu, "...ficou muito impressionado com ele; nenhum outro líder que Hitler conheceu além de Mussolini recebeu comentários tão consistentemente favoráveis do ditador alemão. Hitler até reuniu paciência para ouvir as longas dissertações de Antonescu sobre a gloriosa história da Romênia e a perfídia dos húngaros — uma curiosa reviravolta para um homem que estava mais acostumado a entreter os visitantes com suas próprias tiradas."  Em declarações posteriores, Hitler elogiou a "amplitude de visão" e a "personalidade real" de Antonescu.  Um aspecto notável da amizade entre Hitler e Antonescu era que nenhum dos dois falava a língua do outro. Hitler só sabia alemão, enquanto a única língua estrangeira que Antonescu conhecia era o francês, no qual era completamente fluente.  Durante as reuniões, Antonescu falava francês, que era então traduzido para o alemão pelo intérprete de Hitler, Paul Schmidt, e vice-versa, já que Schmidt também não falava romeno.
A presença militar alemã aumentou significativamente no início de 1941, quando, usando a Romênia como base, Hitler invadiu o Reino rebelde da Iugoslávia e o Reino da Grécia (ver Campanha dos Balcãs).  Paralelamente, a relação da Roménia com o Reino Unido, na altura o único grande adversário da Alemanha Nazi, entrou em conflito: a 10 de Fevereiro de 1941, o primeiro-ministro britânico Winston Churchill chamou de volta o embaixador de Sua Majestade Reginald Hoare e aprovou o bloqueio de navios romenos em portos controlados pelos britânicos.  Em 12 de junho de 1941, durante outra cimeira com Hitler, Antonescu soube pela primeira vez da natureza "especial" da Operação Barbarossa, nomeadamente, que a guerra contra a União Soviética seria uma guerra ideológica para "aniquilar" as forças do "judeu-bolchevismo", uma "guerra de extermínio" a ser travada sem qualquer piedade; Hitler até mostrou a Antonescu uma cópia das "Diretrizes para a Conduta das Tropas na Rússia" que tinha emitido para as suas forças sobre o "tratamento especial" a ser dado aos judeus soviéticos.  Antonescu aceitou completamente as ideias de Hitler sobre a Operação Barbarossa como uma "guerra racial" entre os arianos, representados pelos alemães nórdicos e romenos latinos do lado do Eixo, contra os eslavos e asiáticos, comandados pelos judeus do lado soviético.  Além do anti-semitismo, havia uma corrente extremamente forte de racismo anti-eslavo e anti-asiático nas observações de Antonescu sobre as "hordas asiáticas" do Exército Vermelho.  Os asiáticos aos quais Antonescu se referiu eram os vários povos asiáticos da União Soviética, como os cazaques, os calmucos, os mongóis, os uzbeques, os buriates, etc. Durante sua cúpula com Hitler em junho de 1941, Antonescu disse ao Führer que acreditava que era necessário "de uma vez por todas" eliminar a Rússia como potência porque os russos eram a nação eslava mais poderosa e que, como um povo latino, os romenos tinham um ódio inato por todos os eslavos e judeus.  Antonescu continuou dizendo a Hitler: "Devido às suas qualidades raciais, a Roménia pode continuar a desempenhar o seu papel como um amortecedor anti-eslavo em benefício da Alemanha."  Ancel escreveu que o racismo anti-eslavo romeno diferia da variedade alemã, pois os romenos tradicionalmente temiam os povos eslavos, enquanto os alemães tradicionalmente desprezavam os povos eslavos.  Na mente de Antonescu, os romenos, como um povo latino, haviam atingido um nível de civilização que os eslavos não chegavam nem perto, mas teoricamente os russos e ucranianos eslavos poderiam ser capazes de alcançar sob os auspícios romenos, embora as observações de Antonescu a Hitler de que "Devemos lutar contra esta raça (ou seja, os eslavos) resolutamente" juntos, "com a necessidade de 'colonização' da Transnístria", sugiram que ele pensava que isso aconteceria durante sua vida.  Posteriormente, os romenos designados para Barbarossa aprenderiam que, como um povo latino, os alemães os consideravam inferiores, embora não tão inferiores quanto os eslavos, asiáticos e judeus, que eram vistos como untermenschen ("sub-humanos").  A promessa de Hitler a Antonescu de que, após a guerra, as raças germânica e latina governariam o mundo em parceria revelou-se sem sentido. 

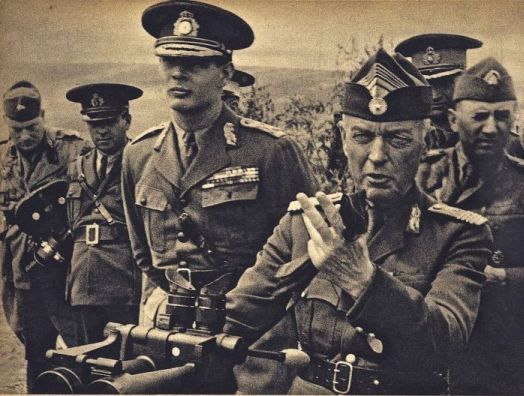
O rei Miguel I e Antonescu na fronteira, no rio Prut, observando a mobilização do exército romeno em 1941

Em junho daquele ano, a Romênia juntou-se ao ataque à União Soviética, liderado pela Alemanha em coalizão com a Hungria, a Finlândia, o Estado Eslovaco, o Reino da Itália e o Estado Independente da Croácia. Antonescu foi informado do plano por enviados alemães e o apoiou entusiasticamente antes mesmo de Hitler oferecer à Romênia a participação. Em 18 de junho de 1941, Antonescu deu ordens a seus generais sobre a "limpeza do terreno" dos judeus quando as forças romenas entrassem na Bessarábia e na Bucovina. Desde o início, Antonescu proclamou a guerra contra a União Soviética como uma "guerra santa", uma "cruzada" em nome da fé ortodoxa oriental e da raça romena contra as forças do "judeu-bolchevismo". A propaganda do regime de Antonescu demonizava tudo o que fosse judaico, pois Antonescu acreditava que o comunismo havia sido inventado pelos judeus e que todos os líderes soviéticos eram, na verdade, judeus. Refletindo os sentimentos antieslavos de Antonescu, apesar do fato de a guerra ter sido anunciada como uma "cruzada" em defesa da Ortodoxia contra o "Judeu-Bolchevismo", a guerra não foi apresentada como uma luta para libertar os russos e ucranianos ortodoxos do comunismo; em vez disso, o governo do "Judeu-Bolchevismo" foi retratado como algo causado pela inferioridade moral inata dos eslavos, que, portanto, precisavam ser governados pelos alemães e romenos. A força romena engajada formou um Grupo do Exército Geral Antonescu sob o comando efetivo do general alemão Eugen Ritter von Schobert. A campanha da Romênia na Frente Oriental começou sem uma declaração formal de guerra e foi consagrada pela declaração de Antonescu: "Soldados, eu ordeno que cruzem o rio Prut" (em referência à fronteira da Bessarábia entre a Romênia e o território soviético pós-1940). Poucos dias depois disso, um pogrom em grande escala foi realizado em Iaşi com o acordo de Antonescu; milhares de judeus foram mortos no sangrento pogrom de Iaşi.  Antonescu seguiu uma geração de intelectuais romenos de direita mais jovens liderados por Corneliu Zelea Codreanu que nas décadas de 1920-30 rejeitaram a tradicional francófila das elites romenas e sua adesão às noções ocidentais de valores democráticos universais e direitos humanos.  Antonescu deixou claro que seu regime rejeitava os princípios morais do "mundo demoliberal" e via a guerra como uma luta ideológica entre seu "regime nacional-totalitário" espiritualmente puro versus a "moralidade judaica".  Antonescu acreditava que os valores liberais humanistas-democráticos-capitalistas do Ocidente e o comunismo foram ambos inventados pelos judeus para destruir a Romênia.  Em um longo discurso pouco antes da guerra, Antonescu atacou a democracia nos termos mais violentos, pois ela permitia aos judeus direitos iguais e, assim, minava a "ideia nacional" romena. Assim, Antonescu afirmou que o que era necessário era um "novo homem" que fosse "duro", "viril" e disposto a lutar por uma Romênia étnica e religiosamente "pura". Apesar de sua briga com Sima, grande parte do discurso de Antonescu refletia claramente a influência das ideias da Guarda de Ferro que Antonescu havia absorvido na década de 1930. O antissemitismo e o sexismo de Antonescu foram tão longe que ele tolerou tacitamente o estupro de mulheres e meninas judias na Bessarábia e no norte da Bucovina por suas forças, sob o argumento de que ele iria tirar todas as propriedades que os judeus haviam "roubado" dos romenos e, para ele, as mulheres judias eram apenas mais uma propriedade. Como as mulheres judias seriam exterminadas de qualquer maneira, Antonescu sentiu que não havia nada de errado em deixar seus soldados e gendarmes se divertirem um pouco antes de atirar nelas.
Depois de se tornar o primeiro romeno a receber a Cruz de Cavaleiro da Cruz de Ferro, que recebeu de Hitler em seu encontro de 6 de agosto na cidade ucraniana de Berdychiv, Antonescu foi promovido a Marechal da Romênia por decreto real em 22 de agosto, em reconhecimento por seu papel na restauração das fronteiras orientais da Grande Romênia .  Em um relatório para Berlim, um diplomata alemão escreveu que o marechal Antonescu tinha sífilis e que "entre os oficiais de cavalaria [romenos] esta doença é tão disseminada quanto um resfriado comum entre os oficiais alemães. O marechal sofre ataques severos dela a cada vários meses."  Antonescu tomou uma de suas decisões mais debatidas quando, com a conquista da Bessarábia quase completa, ele comprometeu a Romênia com o esforço de guerra de Hitler além do Dniester — isto é, além do território que havia sido parte da Romênia entre as guerras — e avançou mais profundamente no território soviético, travando assim uma guerra de agressão.   Em 30 de agosto, a Roménia ocupou um território que considerou "Transnístria", anteriormente parte da RSS da Ucrânia (incluindo toda a RSS da Moldávia e outros territórios).   Tal como a decisão de continuar a guerra para além da Bessarábia, esta decisão valeu a Antonescu muitas críticas por parte do PNL e do PNȚ, ambos semiclandestinos.  Na medida em que a guerra contra a União Soviética era uma guerra para recuperar a Bessarábia e o norte da Bucovina – ambas as regiões que fizeram parte da Roménia até Junho de 1940 e que tinham maiorias romenas – o conflito tinha sido muito popular junto da opinião pública romena.  Mas a ideia de conquistar a Transnístria não surgiu, uma vez que essa região nunca tinha feito parte da Roménia e uma minoria da população era de etnia romena.  Logo após a tomada, a área foi atribuída a um aparato de administração civil liderado por Gheorghe Alexianu e se tornou o local do principal componente do Holocausto na Romênia: uma deportação em massa de judeus bessarábios e ucranianos, seguida mais tarde por transportes de romenos e judeus da própria Moldávia (ou seja, as porções da Moldávia a oeste do Prut).
O acordo sobre a administração da Transnístria, assinado em Tighina, também colocou áreas entre o Dniester e o Dnieper sob ocupação militar romena, ao mesmo tempo que garantia o controlo de todos os recursos à Alemanha.  Em Setembro de 1941, Antonescu ordenou às forças romenas que tomassem Odessa, um prémio que ele desejava muito por razões de prestígio.  Os russos eram tradicionalmente vistos na Romênia como agressores brutais, e o fato de as forças romenas tomarem uma grande cidade soviética e um dos maiores portos do Mar Negro, como Odessa, seria um sinal de quão longe a Romênia havia sido "regenerada" sob a liderança de Antonescu. Para grande fúria de Antonescu, o Exército Vermelho conseguiu deter a ofensiva romena em Odessa e, em 24 de setembro de 1941, Antonescu teve que pedir relutantemente a ajuda da Wehrmacht para avançar sobre Odessa.  Em 16 de outubro de 1941, Odessa caiu nas mãos das forças germano-romenas. As perdas romenas foram tão pesadas que a área ao redor de Odessa era conhecida pelo exército romeno como o Vale das Lágrimas.  O antissemitismo de Antonescu foi agravado pelos combates em Odessa, pois ele estava convencido de que a única razão pela qual o Exército Vermelho lutou tão ferozmente em Odessa foi que o soldado russo médio tinha sido aterrorizado por comissários judeus sanguinários para lutar arduamente.  Quando Wilhelm Filderman escreveu uma carta a Antonescu queixando-se do assassinato de judeus em Odessa, Antonescu respondeu: "Os vossos judeus, que se tornaram comissários soviéticos, estão a levar os soldados soviéticos na região de Odessa para um banho de sangue fútil, através de técnicas de terror horrendas, como os próprios prisioneiros russos admitiram, simplesmente para nos causarem pesadas perdas".  Antonescu terminou a sua carta com a afirmação de que os comissários judeus russos tinham torturado brutalmente prisioneiros de guerra romenos e que toda a comunidade judaica da Roménia, incluindo Filderman, era moralmente responsável por todas as perdas e sofrimentos dos romenos em redor de Odessa.  No outono de 1941, Antonescu planejou deportar todos os judeus do Regat, do sul da Bucovina e do sul da Transilvânia para a Transnístria como prelúdio para matá-los, mas esta operação foi vetada pela Alemanha, que reclamou que Antonescu ainda não havia terminado de matar os judeus da Transnístria.  Este veto foi largamente motivado por políticas burocráticas, nomeadamente, se Antonescu exterminasse todos os judeus da Roménia, não haveria nada para a SS e o Auswärtiges Amt fazerem.  Killinger informou Antonescu que a Alemanha reduziria seus suprimentos de armas se Antonescu prosseguisse com seus planos de deportar os judeus do Regat para a Transnístria e disse a ele que seria melhor deportar os judeus para os campos de extermínio na Polônia que os alemães já estavam ocupados construindo.  Como a Romênia quase não tinha indústria de armamentos própria e era quase totalmente dependente de armas da Alemanha para lutar na guerra, Antonescu não teve outra escolha a não ser atender ao pedido de Killinger.

### Reversão da sorte
As armas inferiores do exército romeno, a blindagem insuficiente e a falta de treinamento eram as principais preocupações dos comandantes alemães desde antes do início da operação.  Um dos primeiros grandes obstáculos que Antonescu encontrou na Frente Oriental foi a resistência de Odessa, um porto soviético no Mar Negro. Recusando qualquer assistência alemã, ele ordenou ao exército romeno que mantivesse um cerco de dois meses em posições fortemente fortificadas e bem defendidas.   O 4º Exército mal equipado sofreu perdas de cerca de 100.000 homens.  A popularidade de Antonescu aumentou novamente em outubro, quando a queda de Odessa foi celebrada triunfantemente com um desfile pelo Arcul de Triumf de Bucareste, e quando muitos romenos acreditavam que a guerra estava praticamente ganha.  Na própria Odessa, o rescaldo incluiu um massacre em grande escala da população judaica, ordenado pelo Marechal como retaliação por um bombardeamento que matou vários oficiais e soldados romenos (entre eles o General Ioan Glogojeanu).   A cidade posteriormente se tornou a capital administrativa da Transnístria.   De acordo com um relato, a administração romena planejou mudar o nome de Odessa para Antonescu .  Antonescu planejou que, uma vez vencida a guerra contra a União Soviética, invadiria a Hungria para retomar a Transilvânia e a Bulgária para retomar a Dobruja, sendo Antonescu especialmente interessado na primeira.  Antonescu planejou atacar a Hungria para recuperar a Transilvânia na primeira oportunidade e considerou o envolvimento romeno na Frente Oriental, em parte, como uma forma de provar a Hitler que a Romênia era uma melhor aliada alemã do que a Hungria e, portanto, merecia o apoio alemão quando a planejada guerra romeno-húngara começou.  O Conducător também criou uma aliança intra-Eixo contra a Hungria, juntamente com a Croácia e a Eslováquia. 
À medida que a União Soviética se recuperava do choque inicial e abrandava a ofensiva do Eixo na Batalha de Moscou (Outubro de 1941 – Janeiro de 1942), a Roménia foi solicitada pelos seus aliados a contribuir com um maior número de tropas.  Um fator decisivo para o cumprimento do pedido por Antonescu parece ter sido uma visita especial a Bucareste do chefe do estado-maior da Wehrmacht, Wilhelm Keitel, que apresentou ao Conducător o plano de Hitler para atacar o Cáucaso (ver Batalha do Cáucaso).  A força romena envolvida na guerra teria excedido as exigências alemãs.  Chegou a cerca de 500.000 soldados   e trinta divisões ativamente envolvidas.  Como sinal de satisfação, Hitler presenteou seu homólogo romeno com um carro de luxo.  Em 7 de Dezembro de 1941, após reflectir sobre a possibilidade de a Roménia, a Hungria e a Finlândia mudarem a sua posição, o governo britânico respondeu aos repetidos pedidos soviéticos e declarou guerra aos três países.  Após o ataque do Japão a Pearl Harbor e em conformidade com seu compromisso com o Eixo, a Romênia declarou guerra aos Estados Unidos em cinco dias. Estes desenvolvimentos contrastavam com a própria declaração de Antonescu de 7 de Dezembro: "Sou um aliado do Reich [alemão] contra [a União Soviética], sou neutro no conflito entre a Grã-Bretanha e a Alemanha. Sou a favor da América contra os japoneses." 

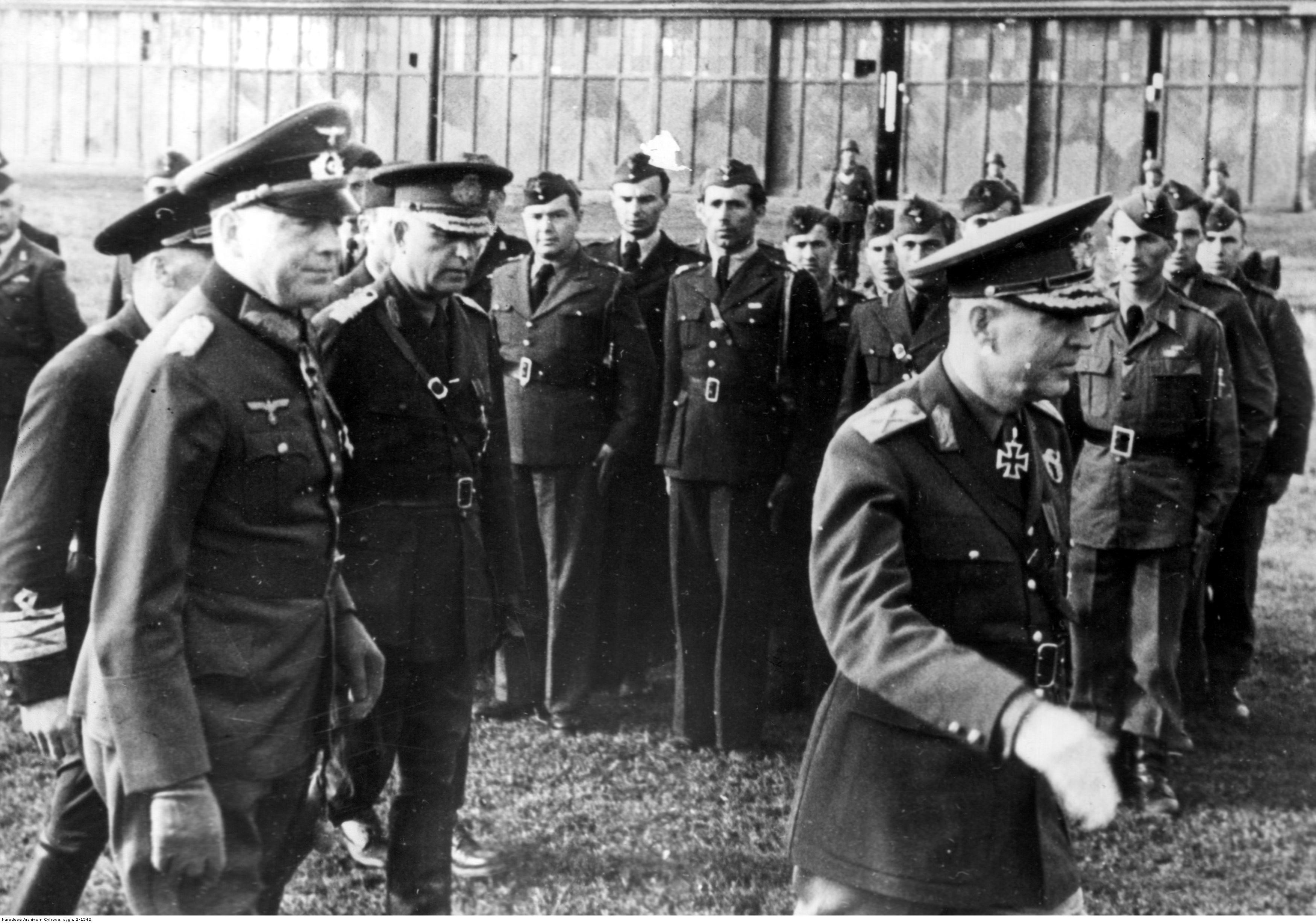
Antonescu chega à frente com o general Ewald von Kleist em junho de 1942, durante a ofensiva de verão do Eixo, Caso Azul

Uma mudança crucial na guerra ocorreu com a Batalha de Stalingrado, entre junho de 1942 e fevereiro de 1943, uma grande derrota para o Eixo. Só os exércitos da Roménia perderam cerca de 150.000 homens (mortos, feridos ou capturados)  e mais de metade das divisões do país foram eliminadas.  A perda de dois exércitos romenos inteiros, todos mortos ou capturados pelos soviéticos, produziu uma grande crise nas relações germano-romenas no inverno de 1943, com muitas pessoas no governo romeno questionando pela primeira vez a sensatez de lutar ao lado do Eixo.  Fora das elites, em 1943, as contínuas perdas pesadas na Frente Oriental, a raiva pelo desprezo com que a Wehrmacht tratava seus aliados romenos e o declínio dos padrões de vida na Romênia tornaram a guerra impopular entre o povo romeno e, consequentemente, entre o próprio Conducător . O historiador americano Gerhard Weinberg escreveu que: "A série de promessas alemãs quebradas de equipamento e apoio, o desrespeito aos avisos sobre os preparativos ofensivos soviéticos, o tratamento hostil das unidades romenas em retirada por oficiais e soldados alemães e a tendência geral alemã de culpar seus próprios erros de cálculo e desastres em seus aliados, tudo se combinou para produzir uma crise real nas relações germano-romenas."  Durante parte desse intervalo, o marechal se retirou da vida pública, devido a uma aflição desconhecida, que segundo rumores pode ter sido um colapso mental, uma doença transmitida por alimentos ou um sintoma da sífilis que ele havia contraído no início da vida.  Sabe-se que ele sofria de problemas digestivos e se tratava com comida preparada por Marlene von Exner, uma nutricionista nascida na Áustria que se juntou a Hitler depois de 1943. 

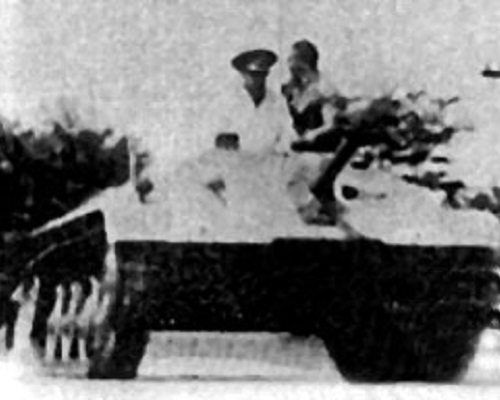
O caça-tanques Mareșal, nomeado em homenagem ao Marechal Antonescu, que esteve envolvido em seu desenvolvimento. Mais tarde inspirou o Hetzer alemão

Ao retornar, Antonescu culpou as perdas romenas ao supervisor alemão Arthur Hauffe, que Hitler concordou em substituir.  Paralelamente às perdas militares, a Romênia enfrentou problemas econômicos de larga escala. O petróleo da Roménia foi a única fonte de petróleo natural do Reich após a invasão da União Soviética em Junho de 1941 a Agosto de 1944 (a Alemanha também tinha fábricas de óleo sintético a operar a partir de 1942), e como tal, por razões económicas, a Roménia foi sempre tratada como um grande aliado por Hitler.  Embora a Alemanha monopolizasse as exportações da Roménia,  deixou de cumprir a maioria dos seus pagamentos.  Como todos os países cujas exportações para a Alemanha, particularmente em petróleo, excederam as importações desse país, a economia da Roménia sofreu com o controlo nazi da taxa de câmbio (ver Economia da Alemanha Nazista).  Do lado alemão, os directamente envolvidos na utilização da produção económica da Roménia para os objectivos alemães foram os planeadores económicos Hermann Göring e Walther Funk, juntamente com Hermann Neubacher, o Representante Especial para os Problemas Económicos.  Um problema recorrente para Antonescu era tentar obter pagamentos por todo o petróleo que enviava para a Alemanha, ao mesmo tempo que resistia às exigências alemãs de aumento da produção de petróleo.  A situação foi ainda mais agravada em 1942, quando a USAAF e a RAF conseguiram bombardear os campos de petróleo no Condado de Prahova (ver Bombardeio da Romênia na Segunda Guerra Mundial, Operação Maremoto).  Fontes oficiais do período seguinte combinam perdas militares e civis de todos os tipos, o que produz um total de 554.000 vítimas da guerra.  Para melhorar a eficácia do exército romeno, o caça-tanques Mareșal foi desenvolvido no final de 1942. O marechal Antonescu, que deu nome ao veículo, esteve pessoalmente envolvido no projecto.  O veículo influenciou posteriormente o desenvolvimento do Hetzer alemão.  
Neste contexto, o líder romeno reconheceu que a Alemanha estava a perder a guerra e, por isso, autorizou o seu vice-primeiro-ministro e novo ministro dos Negócios Estrangeiros, Mihai Antonescu, a estabelecer contactos com os Aliados.   No início de 1943, Antonescu autorizou os seus diplomatas a contactarem diplomatas britânicos e americanos em Portugal e na Suíça para verificarem se seria possível a Roménia assinar um armistício com as potências ocidentais.  Os diplomatas romenos foram informados de que nenhum armistício seria possível até que um armistício fosse assinado com a União Soviética, uma condição que Antonescu rejeitou.  Paralelamente, permitiu que o PNȚ e o PNL se envolvessem em conversações paralelas com os Aliados em vários locais de países neutros.   As discussões foram tensas pelo apelo dos Aliados Ocidentais à rendição incondicional, sobre a qual os enviados romenos negociaram com diplomatas Aliados na Suécia e no Egito (entre eles os representantes Soviéticos Nikolai Novikov e Alexandra Kollontai).  Antonescu também ficou alarmado com a possibilidade de uma guerra ser travada em território romeno, como aconteceu na Itália após a Operação Avalanche.  Os eventos também desencadearam negociações hostis destinadas a derrubar Antonescu e envolvendo os dois partidos políticos, o jovem monarca, diplomatas e soldados.   Um grande conflito entre Miguel e Antonescu ocorreu durante os primeiros dias de 1943, quando o monarca de 21 anos usou seu discurso de Ano Novo na rádio nacional para se separar do esforço de guerra do Eixo. 

### Expulsão e prisão
Em março de 1944, o Exército Vermelho Soviético derrotou as frentes do Bug do Sul e do Dniester, avançando sobre a Bessarábia. Isto aconteceu precisamente quando o marechal de campo Henry Maitland Wilson, o comandante supremo aliado britânico do teatro do Mediterrâneo, apresentou um ultimato a Antonescu.  Após uma nova visita à Alemanha e um encontro com Hitler, Antonescu optou por continuar lutando ao lado dos estados restantes do Eixo, uma decisão que ele mais tarde afirmou ter sido motivada pela promessa de Hitler de permitir a posse da Transilvânia do Norte pela Romênia no caso de uma vitória do Eixo.  Após seu retorno, o Conducător supervisionou uma contra-ofensiva que estabilizou a frente em uma linha entre Iaşi e Chişinău ao norte e o baixo Dniester ao leste.  Isso normalizou suas relações com os oficiais nazistas alemães, cujo alarme sobre a possível perda de um aliado resultou no plano Margarethe II, uma versão adaptada da tomada nazista na Hungria.  
No entanto, o incumprimento por parte de Antonescu dos termos do ultimato de Wilson também teve efeitos drásticos na capacidade da Roménia de sair da guerra.  Nessa altura, Antonescu estava a conceber uma paz separada com os Aliados Ocidentais,   enquanto mantinha contactos com os Soviéticos.  Paralelamente, o movimento de oposição dominante estabeleceu contatos com o Partido Comunista Romeno (PCR), que, embora numericamente menor, ganhou importância por ser o único grupo político favorecido pelo líder soviético Josef Stalin.  Do lado do PCR, as discussões envolveram Lucrețiu Pătrășcanu e mais tarde Emil Bodnăraș.   Outro grupo participante nesta fase foi o antigo Partido Social-Democrata Romeno. 
Os bombardeios em larga escala dos Aliados em Bucareste ocorreram na primavera de 1944, enquanto o Exército Vermelho Soviético se aproximava das fronteiras romenas.  A Batalha da Romênia começou no final do verão: enquanto os comandantes alemães Johannes Frießner e Otto Wöhler do Grupo de Exércitos do Sul da Ucrânia tentavam manter a Bucovina, o líder da Frente das Estepes Soviética, Rodion Malinovsky, invadiu as áreas da Moldávia defendidas pelas tropas de Petre Dumitrescu.  Em reação, Antonescu tentou estabilizar a frente numa linha entre Focșani, Nămoloasa e Brăila, bem dentro do território romeno.  Em 5 de agosto, ele visitou Hitler uma última vez em Kętrzyn. Nesta ocasião, o líder alemão terá explicado que o seu povo tinha traído a causa nazi e perguntou-lhe se a Roménia continuaria a lutar (ao que Antonescu terá respondido em termos vagos).  Depois de o Ministro dos Negócios Estrangeiros soviético, Vyacheslav Molotov, ter afirmado mais de uma vez que a União Soviética não iria exigir a subserviência romena,  as facções que se opunham a Antonescu concordaram que tinha chegado o momento de o derrubar, através da realização do Golpe Real de 23 de Agosto.   Naquele dia, o soberano pediu a Antonescu que o encontrasse no Palácio Real, onde lhe apresentou um pedido para retirar a Roménia da sua aliança com o Eixo.   O Conducător recusou e foi prontamente preso pelos soldados da guarda, sendo substituído como primeiro-ministro pelo general Constantin Sănătescu, que presidiu um governo nacional.  
As novas autoridades romenas declararam a paz com os Aliados e aconselharam a população a saudar as tropas soviéticas.  Em 25 de Agosto, enquanto Bucareste se defendia com sucesso contra as retaliações alemãs, a Roménia declarou guerra à Alemanha Nazista.  Os eventos interromperam o domínio alemão nos Balcãs, pondo fim à ofensiva de Maibaum contra os guerrilheiros iugoslavos.  O golpe foi, no entanto, um movimento unilateral e, até à assinatura de um armistício em 12 de Setembro,   o país ainda era visto como um inimigo pelos soviéticos, que continuaram a fazer prisioneiros de guerra soldados romenos.  Paralelamente, Hitler reativou o exílio dos Guardas de Ferro, criando um governo liderado por Sima no exílio que não sobreviveu ao fim da guerra na Europa. 
Colocado sob custódia de militantes do PCR, Antonescu passou o intervalo em uma casa no bairro Vatra Luminoasă de Bucareste.   Posteriormente, foi entregue às forças de ocupação soviéticas, que o transportaram para Moscou, juntamente com o seu vice, Mihai Antonescu, o governador da Transnístria, Gheorghe Alexianu, o ministro da defesa, Constantin Pantazi, o comandante da Gendarmaria, Constantin Vasiliu, e o chefe da polícia de Bucareste, Mircea Elefterescu.   Eles foram posteriormente mantidos em detenção luxuosa numa mansão perto da cidade,   e guardados pela SMERSH, um órgão especial de contra-inteligência que respondia diretamente a Stalin.  Pouco depois da rendição da Alemanha, em maio de 1945, o grupo foi transferido para a prisão de Lubyanka. Lá, Antonescu foi interrogado e supostamente pressionado por agentes da SMERSH, entre eles Viktor Abakumov, mas as transcrições de suas conversas nunca foram enviadas de volta à Romênia pelas autoridades soviéticas.   Pesquisas posteriores observaram que as principais questões discutidas foram a aliança germano-romena, a guerra contra a União Soviética, o custo económico para ambos os países e a participação da Roménia no Holocausto (definido especificamente como crimes contra "cidadãos soviéticos pacíficos").  Em algum momento durante este período, Antonescu tentou suicídio em seus aposentos.   Ele foi devolvido a Bucareste na primavera de 1946 e mantido na Prisão de Jilava. Ele foi posteriormente interrogado pelo promotor Avram Bunaciu, a quem se queixou das condições da sua detenção, comparando-as com as de Moscou, ao mesmo tempo que explicava que era vegetariano e exigia uma dieta especial. 

### Julgamento e execução

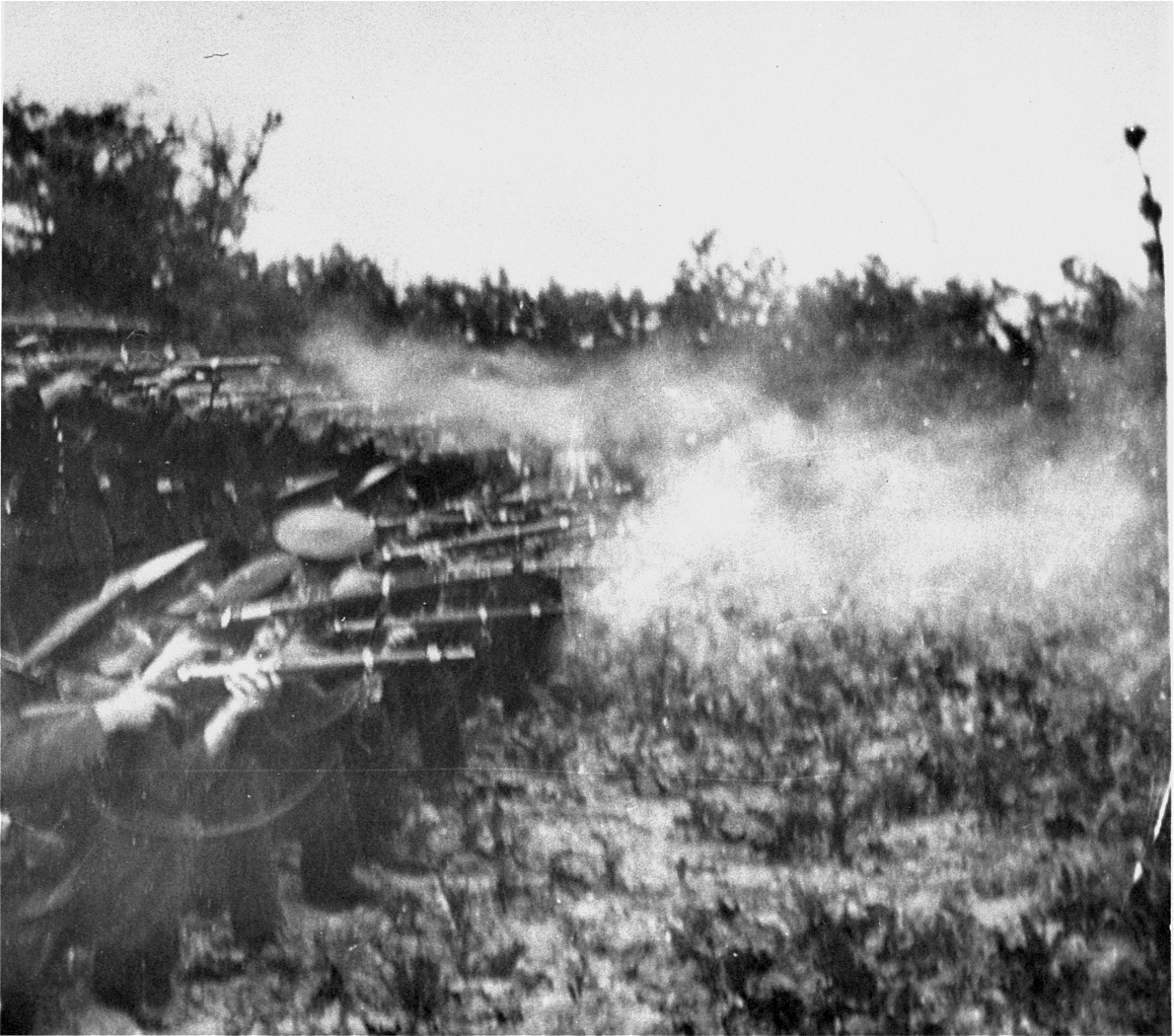
A execução de Antonescu em Jilava, 1º de junho de 1946

Em maio de 1946, Antonescu foi processado no primeiro de uma série de Tribunais Populares, sob acusações de crimes de guerra, crimes contra a paz e traição.   Os tribunais foram inicialmente propostos pelo PNȚ,  e eram comparáveis aos Julgamentos de Nuremberg na Alemanha ocupada pelos Aliados.   O quadro legislativo romeno foi redigido pelo participante do golpe Pătrășcanu, um membro do PCR a quem foi concedida a liderança do Ministério da Justiça.  Apesar de a ideia ter obtido apoio de vários lados do espectro político, os procedimentos foram politizados num sentido favorável ao PCR e à União Soviética,   e colocaram um problema jurídico por se basearem em decisões ex post facto.  O primeiro julgamento local deste tipo ocorreu em 1945, resultando na condenação de Iosif Iacobici, Nicolae Macici, Constantin Trestioreanu e outros comandantes militares directamente envolvidos no planeamento ou na execução do massacre de Odessa. 
Antonescu foi representado por Constantin Paraschivescu-Bălăceanu e Titus Stoica, dois defensores públicos que ele consultou pela primeira vez um dia antes do início dos procedimentos.  A equipa de acusação, liderada por Vasile Stoican, e o painel de juízes, presidido por Alexandru Voitinovici, foram infiltrados por apoiantes do PCR.  Ambos falharam consistentemente em admitir que as políticas externas de Antonescu eram globalmente ditadas pelo posicionamento da Roménia entre a Alemanha e a União Soviética.   No entanto, e embora as referências aos assassínios em massa constituíssem apenas 23% da acusação e do conjunto de provas (classificado abaixo das acusações de agressão anti-soviética),  os procedimentos também incluíam a admissão e a auto-exculpabilização de Antonescu relativamente a crimes de guerra, incluindo as deportações para a Transnístria.   Eles também evidenciam o seu conhecimento do massacre de Odessa, acompanhado pela sua afirmação de que poucas das mortes foram da sua responsabilidade directa.  Um evento notável no julgamento foi o depoimento do líder do PNȚ, Iuliu Maniu. Reagindo ao tom agressivo de outros acusadores, Maniu declarou publicamente: "Nós [Maniu e Antonescu] éramos adversários políticos, não canibais."  Ao sair do banco, Maniu caminhou em direção a Antonescu e apertou sua mão.  
Ion Antonescu foi considerado culpado das acusações. Este veredicto foi seguido por dois conjuntos de recursos, que alegaram que a Constituição de 1923 restaurada e alterada não oferecia uma estrutura para os Tribunais Populares e impedia a pena de morte em tempos de paz, ao mesmo tempo que observava que, contrariamente ao acordo de armistício, apenas um poder representado na Comissão Aliada supervisionava o tribunal.  Ambos foram rejeitados no prazo de seis dias, em cumprimento do prazo legal para a conclusão dos julgamentos pelos Tribunais Populares.  O rei Miguel posteriormente recebeu pedidos de clemência do advogado de Antonescu e de sua mãe, e supostamente considerou pedir aos Aliados que reavaliassem o caso como parte dos Julgamentos de Nuremberg, levando os criminosos de guerra romenos para custódia estrangeira.  Sujeito a pressões do novo executivo Petru Groza, apoiado pelos soviéticos, ele emitiu um decreto a favor da execução.  Juntamente com os seus co-réus Mihai Antonescu, Alexianu e Vasiliu, o antigo Conducător foi executado por um pelotão de fuzilamento militar em 1 de junho de 1946. Os apoiantes de Antonescu espalharam falsos rumores de que os soldados regulares se tinham recusado a disparar contra o seu comandante e que o pelotão era composto maioritariamente por polícias judeus.  Outra alegação de desculpas insiste que ele próprio ordenou ao esquadrão que atirasse, mas as imagens do evento provaram que isso era falso.  No entanto, ele recusou uma venda e levantou o chapéu em saudação assim que a ordem foi dada.  O local da execução, a alguma distância da localidade de Jilava e do forte da prisão, era conhecido como Valea Piersicilor ("Vale dos Pessegueiros").   Sua declaração escrita final foi uma carta à esposa, instando-a a se retirar para um convento, ao mesmo tempo em que afirmava a crença de que a posteridade reconsideraria seus atos e acusava os romenos de serem "ingratos". 

## Ideologia

### Nacionalismo étnico e expansionismo

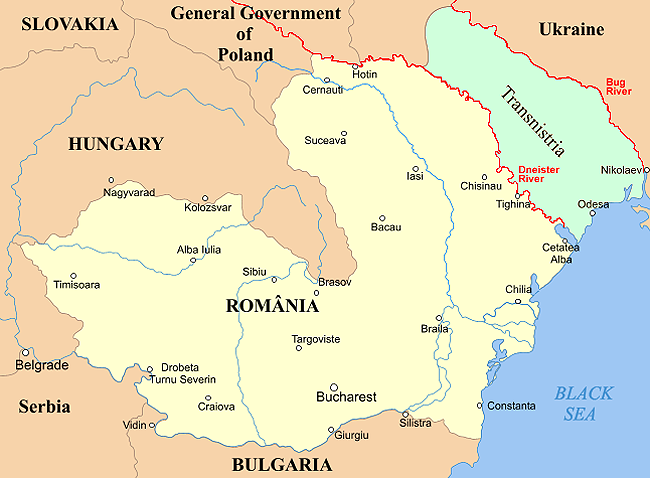
Romênia em 1942: o norte da Transilvânia foi cedido à Hungria, o sul de Dobruja à Bulgária e a Transnístria tornou-se uma província sob administração romena

As políticas de Antonescu foram motivadas, em grande parte, pelo nacionalismo étnico. Um firme defensor da restauração da Grande Romênia como a união de terras habitadas por romenos étnicos, ele nunca se conformou com a incorporação da Transilvânia do Norte pela Hungria. Embora a Hungria e a Roménia estivessem tecnicamente aliadas através do sistema do Eixo, a sua relação foi sempre tensa e marcada por graves incidentes diplomáticos.  O líder romeno manteve contactos com representantes das comunidades étnicas romenas directamente afectadas pela Segunda Sentença de Viena, incluindo o clero greco-católico da Transilvânia.  Outro aspecto das políticas nacionalistas de Antonescu ficou evidenciado após a Campanha dos Balcãs. A Romênia de Antonescu não participou da ação militar, mas reivindicou os territórios no leste da Voivodina (oeste do Banato) e no Vale do Timok, lar de uma considerável comunidade romena. Segundo consta, os planos iniciais da Alemanha de conceder a Voivodina à Hungria aumentaram as tensões entre Antonescu e Miklós Horthy a ponto de a guerra entre os dois países se tornar uma possibilidade.  Tais incidentes fizeram com que a Alemanha prolongasse indefinidamente a sua ocupação da região.  As autoridades romenas emitiram projetos para uma Macedônia independente com autonomia para as suas comunidades arromenas,  enquanto um memorando oficial sobre o Vale de Timok, aprovado por Antonescu, fazia menção às áreas "romenas" "de Timok [...] a Salônica".  O Conducător também manteve contactos com os fascistas aromenos na Grécia ocupada pelo Eixo, concedendo refúgio a Alcibíades Diamandi e Nicola Matussi da Legião Romana, cujas políticas pró-romenas os tinham colocado em conflito com outras facções arromenos. 
O Conducător Antonescu considerou Hitler disposto a rever a sua posição sobre o norte da Transilvânia e afirmou ter obtido o acordo do líder alemão, usando-o para justificar a participação na Frente Oriental após a recuperação da Bessarábia.   No entanto, as transcrições das conversas entre Hitler e Antonescu não validam a sua interpretação.   Outra versão diz que Hitler enviou uma carta a Antonescu informando-o de que o estatuto político da Bessarábia ainda dependia, em última análise, das decisões alemãs.  Em uma de suas cartas a Hitler, o próprio Antonescu declarou sua motivação ideológica anticomunista: "Confirmo que prosseguirei com as operações no leste até o fim contra o grande inimigo da civilização, da Europa e do meu país: o bolchevismo russo [...] Não serei influenciado por ninguém a não estender esta cooperação militar a um novo território."  A perspectiva ideológica de Antonescu misturava o sentimento nacional com traços genericamente cristãos e particularmente ortodoxos romenos. O historiador britânico Arnold D. Harvey escreve que, embora esta ideologia pareça não combinar bem com a doutrina nazista, especialmente com os seus elementos anti-religiosos, "parece que Hitler nem sequer ficou perturbado com a orientação cristã militante do regime de Antonescu". 
Também é possível que, contrariamente à vontade do próprio Antonescu, Hitler tenha considerado a transferência da Transnístria como uma compensação pelas áreas da Transilvânia e que, portanto, tenha considerado o assunto encerrado.  De acordo com o representante romeno em Berlim, Raoul Bossy, vários funcionários alemães e húngaros recomendaram a extensão do domínio romeno permanente na Transnístria, bem como na Podólia, Galícia e Pokuttya, em troca da entrega de toda a Transilvânia à Hungria (e da realocação da sua maioria étnica romena para as novas províncias).  O cientista político americano Charles King escreve: "Nunca houve qualquer tentativa de anexar o território ocupado [da Transnístria], pois era geralmente considerado pelo governo romeno como uma zona-tampão temporária entre a Grande Roménia e a linha da frente soviética."  No seu julgamento de 1946, Antonescu afirmou que a Transnístria tinha sido ocupada para evitar que a Roménia ficasse presa numa "pinça" entre a Drang nach Osten da Alemanha e as comunidades Volksdeutsch a leste, ao mesmo tempo que negava as acusações de ter explorado a região em benefício da Roménia. 
O historiador romeno Lucian Boia acredita que Antonescu pode ter tido, no entanto, objetivos expansionistas para o leste e que ele entendeu implicitamente a Operação Barbarossa como uma ferramenta para conter os povos eslavos.  Veredictos semelhantes são fornecidos por outros pesquisadores.  Outro historiador romeno, Ottmar Trașcă, argumenta que Antonescu não desejava anexar a região "pelo menos até o fim da guerra", mas observa que as próprias declarações de Antonescu fazem referência à sua incorporação em caso de vitória.  Além dos primeiros planos de anexação ao Bug do Sul (supostamente confessados a Bossy em junho de 1941),  sabe-se que o Conducător apresentou aos seus ministros projetos para a colonização da região.  A motivação que ele citou foi a alegada desnutrição entre os camponeses romenos, à qual acrescentou: "Eu vou levar esta população, vou levá-la para a Transnístria, onde lhe darei todas as terras de que necessita".  Vários nacionalistas simpatizantes de Antonescu aclamaram a extensão do domínio romeno à Transnístria, que eles entendiam como permanente. 

### Antissemitismo e anticiganismo

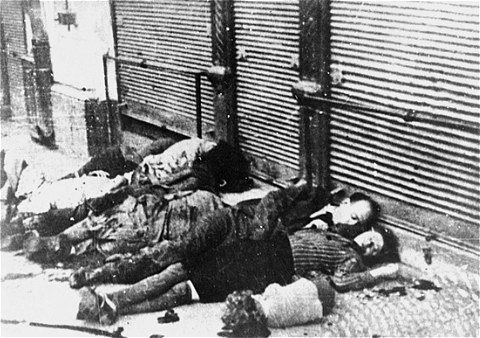
Pogrom de Iași na Romênia, junho de 1941

Um elemento recorrente nas doutrinas de Antonescu é o racismo, e em particular o antissemitismo. Isto estava ligado à sua simpatia pelos ideais etnocráticos e complementado pelas suas declarações a favor do "nacionalismo integral" e do "romeno".  Tal como outros romenos de extrema-direita, ele viu uma presença judaica por trás da democracia liberal e acreditava na existência da judaico-maçonaria.  Seus primeiros pensamentos sobre a ideologia de Codreanu criticam o líder legionário por defender "medidas brutais" para lidar com a "invasão de judeus" e, em vez disso, propõem "a organização de classes romenas" como um método para atingir o mesmo objetivo.  O político Aureliu Weiss, que se encontrou com o general Antonescu durante esse intervalo, lembrou que, embora antissemita "até a medula", ele era capaz de se conter em público.  Segundo o historiador Mihail Ionescu, o Conducător não era avesso aos "princípios legionários" da Guarda de Ferro, mas queria que o antissemitismo fosse "aplicado de forma ordenada", em oposição aos métodos revolucionários de Horia Sima.  O historiador Ioan Scurtu acredita que, durante a Rebelião Legionária, Antonescu esperou deliberadamente antes de intervir, para que a Guarda fosse "profundamente desacreditada" e para que ele próprio fosse percebido como um "salvador".  Em abril de 1941, ele informou aos seus ministros que estava considerando deixar "a multidão" lidar com os judeus, "e depois do massacre, restaurarei a ordem".  Lucian Boia observa que o líder romeno foi de fato motivado por crenças antissemitas, mas que estas precisam ser contextualizadas para entender o que separa Antonescu de Hitler em termos de radicalismo.  No entanto, vários outros pesquisadores avaliam que, ao se alinhar com Hitler antes e durante a Operação Barbarossa, Antonescu concordou implicitamente com seus pensamentos sobre a "Questão Judaica", escolhendo o antissemitismo racial em vez do religioso.   Segundo Harvey, o pogrom de Iaşi tornou os alemães "evidentemente dispostos a aceitar que o cristianismo organizado na Romênia era muito diferente do que era na Alemanha". 
Antonescu era um firme defensor da teoria da conspiração do "bolchevismo judaico", segundo a qual todos os judeus eram apoiantes do comunismo e da União Soviética.   Os seus argumentos sobre o assunto envolveram uma alegação espúria de que, durante a retirada da Bessarábia em 1940, os judeus se organizaram e atacaram os soldados romenos.   Em parte, esta noção exagerou os relatos unilaterais de entusiasmo entre os judeus marginalizados aquando da chegada das tropas do Exército Vermelho.  Num discurso dirigido aos seus ministros no verão de 1941, Antonescu declarou: "O Satanás é o judeu. A nossa é uma batalha de vida ou morte. Ou vencemos e o mundo será purificado, ou eles vencem e nos tornaremos seus escravos."  Na mesma altura, ele previu a limpeza étnica ("limpeza") dos judeus dos territórios ocupados pela Roménia oriental.   No entanto, já em Fevereiro de 1941, Antonescu também contemplava a guetização de todos os judeus romenos, como um primeiro passo para a sua expulsão.  Neste contexto, Antonescu frequentemente retratava os judeus como uma doença ou um veneno.  Após a Batalha de Stalingrado, ele encorajou os comandantes do exército a resistir à contra-ofensiva, pois, caso contrário, os soviéticos "trariam o bolchevismo ao país, eliminariam todo o estrato de liderança, imporiam os judeus a nós e deportariam massas do nosso povo". 
O anticiganismo de Ion Antonescu manifestou-se como a afirmação de que alguns ou todos os ciganos, especialmente os nómadas, eram propensos a comportamentos criminosos.  O regime não agiu de forma consistente com esta crença: em vários casos, os deportados tinham parentes próximos recrutados para o exército romeno.  Embora os slogans racistas dirigidos ao povo cigano tenham sido popularizados pela Guarda de Ferro, foi apenas sob o governo incontestado de Antonescu que a resolução do "problema cigano" se tornou política oficial e as medidas anti-ciganas foram aplicadas.  Após uma inspecção em Fevereiro de 1941, Antonescu destacou a comunidade cigana de Bucareste pelos alegados crimes cometidos durante o apagão e apelou aos seus ministros para que lhe apresentassem soluções.  Inicialmente, ele pensou em enviar todos os ciganos que considerava indesejáveis para a inóspita Planície de Bărăgan, para se juntarem às fileiras de uma comunidade local de trabalhadores manuais.  Em 1942, ele encomendou ao Instituto Central Romeno de Estatística a compilação de um relatório sobre a demografia cigana, que, em sua forma editada, forneceu conclusões cientificamente racistas, alertando o Conducător sobre a alegada miscigenação Cigana-Romena na Romênia rural.  Ao fazê-lo, Antonescu ofereceu algum crédito a uma tendência marginal e pseudocientífica na sociologia romena, que, baseando-se em teorias eugenistas, recomendava a marginalização, a deportação ou a esterilização compulsória do povo cigano, cuja presença numérica geralmente exagerava.  Entre os que assinaram o relatório estava o demógrafo Sabin Manuilă, que via a presença cigana como um grande problema racial.  O efeito exacto das afirmações do relatório sobre Antonescu é incerto. 

### Fascismo e conservadorismo

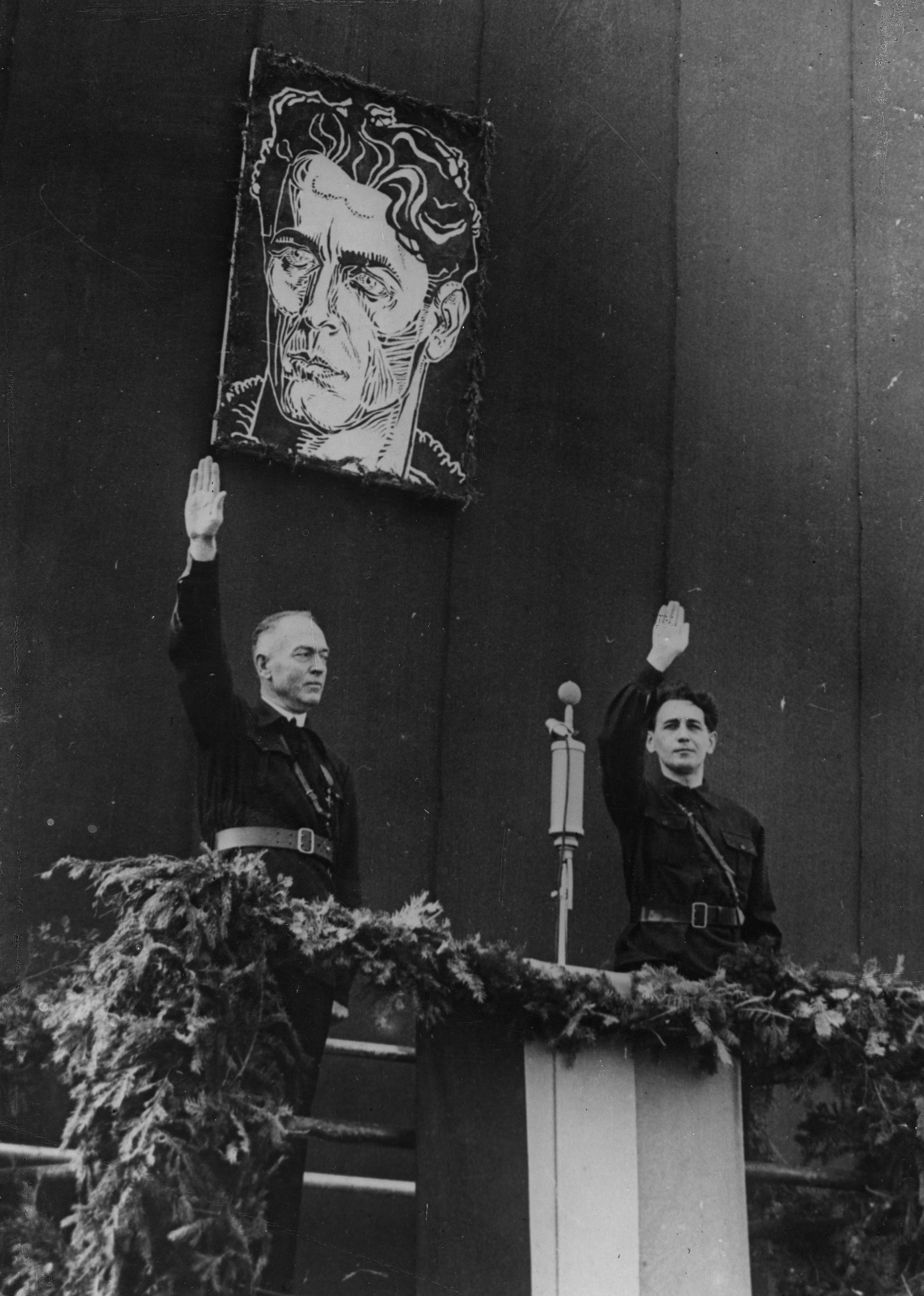
Antonescu (à esquerda) vestindo uma camisa verde da Guarda de Ferro e exibindo a saudação romana junto com Horia Sima durante um comício em massa em outubro de 1940. Os historiadores estão divididos sobre se a Romênia sob Antonescu era um regime fascista ou apenas uma ditadura militar de direita.

Há uma disputa historiográfica sobre se o regime de Antonescu era fascista ou mais genericamente autoritário de direita, ele próprio integrado a um debate maior sobre os aspectos e limites do fascismo. O historiador israelense do fascismo Zeev Sternhell descreve Antonescu, ao lado de seus colegas europeus Pierre-Étienne Flandin, Francisco Franco, Miklós Horthy, François de La Rocque, Philippe Pétain e o rei italiano Vítor Emanuel III, como um "conservador", observando que todos eles "não foram enganados por uma propaganda [fascista] tentando colocá-los na mesma categoria [dos movimentos fascistas]".  Um veredito semelhante é fornecido pelo historiador alemão da Europa Hagen Schulze, que vê Horthy, Franco e o líder romeno, ao lado do teórico do Estado Novo de Portugal, António de Oliveira Salazar, e do fundador da Segunda República Polonesa, Józef Piłsudski, como governantes de "ditaduras puramente militares ou governos autoritários administrados por políticos civis" e, portanto, uma categoria à parte dos líderes de "estados fascistas".  Para Schulze, os elementos definidores de tais governos são a presença de um "establishment conservador" que assegurava a "estabilidade social" ao estender o controlo de um "estado tradicional" (bloqueando assim efectivamente as "sugestões revolucionárias" da extrema-esquerda e da extrema-direita).  O termo "autocrata conservador" é usado em relação ao Conducător pelo teórico político britânico Roger Griffin, que atribui à Guarda de Ferro a posição de um movimento fascista subserviente,  enquanto outros identificam o governo de Antonescu pós-1941 como uma ditadura militar e não fascista.  Vários outros estudiosos preferem "conservador" como termo definidor das políticas de Antonescu.   Antonescu descreveu-se como “um ditador por destino” e explicou que as suas políticas eram "militaristas"  ou, numa ocasião, “nacional-totalitárias”. 
No entanto, outros historiadores teorizam uma síntese de elementos fascistas e conservadores, realizada por Antonescu e outros líderes europeus de sua época. O livro de Routledge, Companion to Fascism and the Far Right, de 2002, usa os termos "parafascista" para definir Antonescu, acrescentando: "geralmente considerado um conservador autoritário [Antonescu] incorporou o fascismo em seu regime, na forma da Guarda de Ferro, em vez de incorporar o próprio fascismo."  "Parafascista" também é usado por Griffin para denotar Antonescu e Carlos II.  O historiador americano do fascismo Robert Paxton observa que, tal como Salazar, o ditador da Roménia esmagou um movimento fascista concorrente, "depois de copiar algumas das suas técnicas de mobilização popular".  Os cientistas políticos John Gledhill e Charles King discutem a Guarda de Ferro como o "movimento fascista indígena" da Roménia, observam que Antonescu "adotou grande parte da ideologia dos guardistas" e concluem que o regime que liderou era "abertamente fascista".  Referências aos traços fascistas da ditadura de Antonescu também são feitas por outros pesquisadores.  
O aspecto sintético do governo de Antonescu é discutido em detalhes por vários autores. O historiador britânico Dennis Deletant, que observa que o rótulo fascista depende tanto da adoção por Antonescu de alguns "apetrechos" fascistas quanto da "dicotomia da avaliação de guerra e pós-guerra" de seu regime, também observa que as interpretações pós-1960 "fazem mais para explicar seu comportamento do que a ortodoxia anterior".  Deletant contrasta a falta de "partido político ou ideologia de massa" com o tipo de governo associado ao nazismo ou ao fascismo italiano.  O sociólogo e analista político britânico Michael Mann escreve: "Os regimes autoritários de Antonescu [...] e Franco [...] pretendiam ser 'tradicionais', mas na verdade seu corporativismo derivado do fascismo era uma nova ideologia imanente da direita."  Outra visão distinta é defendida pela historiadora de ideias romena Juliana Geran Pilon, que descreve o "regime militar fascista" da Romênia como um sucessor do "nacionalismo místico" dos Guardas de Ferro, ao mesmo tempo em que menciona que a "ideologia nacional" de Antonescu era mais tradicionalmente militarista e conservadora." 

### Base de poder, administração e propaganda

Selo comemorativo emitido após o Cerco de Odessa, com os perfis de soldados do Exército romeno e da Wehrmacht sobre um slogan que dizia Războiul sfânt contra bolșevismului ("A Guerra Santa contra o Bolchevismo")

Em teoria, as políticas de Antonescu tinham pelo menos um aspecto revolucionário. O próprio líder afirmou: "Quero introduzir uma educação patriótica, heróica e de tipo militar, porque a educação económica e todas as outras decorrem dela."  De acordo com Boia, a sua chegada ao poder tinha como objectivo explícito "regenerar" a Roménia, e a sua popularidade dependia do facto de ser visto como um "modelo totalitário" e uma figura "salvadora", como Corneliu Zelea Codreanu e Carlos II antes dele.  Os temas “providencial” e “salvador” também são enfatizados pelo historiador Adrian Majuru, que observa que Antonescu adotou esses ideais e criticou Carlos por não corresponder a eles.  Considerando que o seu governo era legitimado pelo interesse nacional,   o general também se referiu ao pluralismo político como poltronerie (poltronismo).  Consequentemente, Antonescu proibiu formalmente todas as forças políticas em Fevereiro de 1941, codificando o trabalho penal como punição para a maioria das formas públicas de expressão política.  Na avaliação de Deletant, o seu programa regenerativo era mais declarativo do que factual, e contrariado pela própria decisão de Antonescu de permitir a existência informal de algumas forças de oposição.  Ao mesmo tempo, alguns historiadores acreditam que a sua monopolização do poder em nome de uma aliança alemã transformou a Roménia num "estado fantoche" de Hitler  ou num dos governos "satélites" da Alemanha.  No entanto, Deletant observa: "A Roménia manteve a sua soberania durante todo o período da aliança [com a Alemanha nazi]. [...] Antonescu tinha, naturalmente, os interesses do seu próprio país em mente, mas ao seguir Hitler, serviu a causa nazi."  Ele descreve a contribuição da Roménia para a guerra como a de "um aliado principal da Alemanha", em oposição a um "satélite menor do Eixo." 
Embora tenha atribuído um papel sem importância ao Rei Miguel, Antonescu tomou medidas para aumentar o prestígio da monarquia, convidando pessoalmente a esposa afastada de Carlos, a Rainha Mãe Helena, a regressar a casa.  No entanto, as suas estruturas militares preferidas funcionavam em cooperação com uma burocracia herdada da Frente Nacional do Renascimento.   De acordo com o historiador do fascismo Philip Morgan: "Antonescu provavelmente queria criar, ou perpetuar, algo como a organização de fachada de Carlos."  Grande parte de sua base de apoio permanente era composta por ex-membros do Partido Nacional Cristão, a ponto de ele ser visto como sucessor de Octavian Goga.  Embora mantivesse uma substituição decorativa para o Parlamento —conhecida como Adunarea Obștească Plebiscitară a Națiunii Române ("A Assembleia Plebiscitária Geral da Nação Romena") e convocada apenas duas vezes—  ele assumiu o comando das nomeações hierárquicas e redigiu pessoalmente novos projetos administrativos. Em 1941, ele desestabilizou o governo participativo nas localidades e condados, substituindo-o por uma estrutura corporativista nomeada por prefeitos que ele nomeou.  Em etapas, entre agosto e outubro de 1941, ele instituiu a administração civil da Transnístria sob o governador Gheorghe Alexianu, cujo status ele tornou equivalente ao de um ministro do gabinete.  Medidas semelhantes foram tomadas na Bucovina e na Bessarábia (sob os governadores Corneliu Calotescu e Gheorghe Voiculescu, respectivamente).  Antonescu confiava estritamente na cadeia de comando, e suas ordens diretas ao Exército anulavam as hierarquias civis. Este sistema permitiu espaço para a corrupção política endémica e para a confusão administrativa.  O líder romeno também tolerou uma perda gradual de autoridade sobre as comunidades alemãs na Romênia, em particular os grupos saxões da Transilvânia e Suábios do Banato, em concordância com as opiniões de Hitler sobre os Volksdeutsche. Esta tendência foi iniciada pelo activista nazi saxão Andreas Schmidt em cooperação com a Volksdeutsche Mittelstelle,  resultando numa auto-governação de facto sob um sistema nazi  que também foi replicado entre os 130.000 alemães do Mar Negro da Transnístria.  Muitos jovens romenos-alemães optaram por juntar-se à Schutzstaffel já em 1940 e, em 1943, um acordo entre Antonescu e Hitler enviou automaticamente alemães étnicos em idade recrutável para a Wehrmacht. 
O regime foi caracterizado pelas tentativas do líder de regular até mesmo aspectos remotos da vida pública, incluindo as relações entre os sexos. Ele impôs penalidades drásticas para delitos menores,  e o uso legal da pena de morte foi estendido a um nível sem precedentes.  Ele estabeleceu pessoalmente padrões para programas de discotecas, para o comprimento das saias e para o uso de bicicletas pelas mulheres,  ao mesmo tempo que obrigava todos os homens a usar casacos em público.  Sua esposa Maria era patrona de organizações de caridade aprovadas pelo estado, inicialmente projetadas para competir com empreendimentos bem-sucedidos dos Guardas de Ferro, como Ajutorul Legionar.  De acordo com a acadêmica romena de estudos de gênero Maria Bucur, embora o regime permitisse que as mulheres "participassem do esforço de guerra na frente de uma forma mais regularizada, embora ainda marginal", o tom geral era sexista. 
O aparato administrativo incluía setores oficiais de imprensa e propaganda, que passaram rapidamente da construção do culto à personalidade de Carlos para fazer o mesmo pelo novo líder militar: os jornais Universul e Timpul, bem como a revista România de Camil Petrescu, foram particularmente ativos neste processo.  Alguns outros locais semelhantes foram Porunca Vremii,  Sfarmă-Piatră de Nichifor Crainic,  bem como todos os jornais aparentemente independentes e cerca de dez novos periódicos que o governo fundou para esse propósito.  Entre os jornalistas individuais envolvidos na propaganda estavam Crainic, Petrescu, Stelian Popescu,   e o editor da Curentul Pamfil Șeicaru  (o Conducător ignorou propositalmente o apoio do ex-conselheiro de Carlos, economista corporativista e jornalista Mihail Manoilescu, a quem ele supostamente desprezava).  Grande parte da propaganda produzida durante a era Antonescu apoiou as teses anti-semitas apresentadas pelo Conducător.  O antissemitismo era notável e virulento ao nível das unidades do Exército romeno que se dirigiam aos antigos cidadãos soviéticos em terras ocupadas, e refletia a preferência do regime pelo insulto étnico jidani (semelhante a "kikes").  O aspecto religioso do anticomunismo surgiu em tais locais, que frequentemente equiparavam a Operação Barbarossa a uma guerra santa ou a uma cruzada.   Os outros inimigos da Roménia foram geralmente tratados de forma diferente: o próprio Antonescu emitiu objecções à propaganda anti-britânica de jornais explicitamente pró-nazis como o Porunca Vremii.  Um segmento especial da propaganda de Antonescu pós-1941 foi Codrenist : revisitou a história da Guarda de Ferro para minimizar as contribuições de Sima e retratá-lo como radicalmente diferente de Codreanu. 

## Antonescu e o Holocausto

### Pogrom de Iaşi
Três semanas após chegar ao poder e inaugurar o regime dos Legionários Nacionais, Antonescu declarou aos entrevistadores italianos do La Stampa que resolver a "Questão Judaica" era a sua preocupação premente e que se considerava "assombrado" pela grande presença judaica nas cidades da Moldávia.  Os crimes de Antonescu contra a população judaica foram inaugurados por novas leis de discriminação racial: a propriedade judaica urbana foi expropriada, os judeus foram proibidos de realizar uma ampla gama de ocupações e forçados a fornecer trabalho comunitário para o estado (muncă de interes obștesc) em vez do serviço militar inacessível,  casamentos mistos romeno-judeus foram proibidos e muitos judeus, principalmente aqueles de áreas estratégicas como Ploiești, foram confinados em campos de internamento.  A expulsão de profissionais judeus de todas as esferas da vida também foi realizada no período do Legionário Nacional e aplicada após a Rebelião Legionária.  Após um hiato pós-legionário, as comissões de "romenização" retomaram o seu trabalho sob a supervisão de um Centro Nacional, e o seu âmbito foi alargado. 

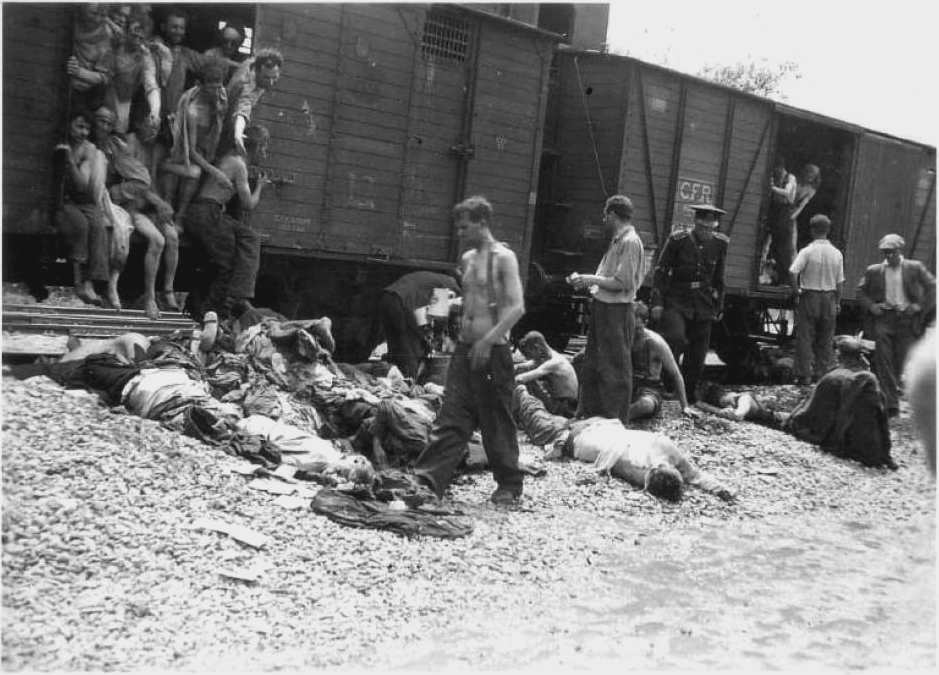
Um dos "trens da morte" formados na sequência do pogrom de Iaşi, parando para descarregar os mortos

Frequentemente discutido como um prelúdio ao Holocausto na Romênia e em conexão com as opiniões de Antonescu sobre o "bolchevismo judaico", o pogrom de Iaşi ocorreu poucos dias após o início da Operação Barbarossa e foi em parte instigado e em parte tolerado pelas autoridades de Bucareste. Durante algum tempo antes do massacre, estes emitiram propaganda alegando que os judeus em Iaşi, cujos números tinham sido aumentados pelas expulsões forçadas de localidades mais pequenas,  estavam a ajudar activamente os bombardeiros soviéticos a encontrar os seus alvos durante o apagão e a conspirar contra as autoridades, com o próprio Antonescu a ordenar que toda a comunidade fosse expulsa da cidade por tais motivos.   O discurso apelou aos antissemitas locais, cuja matança, levada a cabo com a cumplicidade dos funcionários, resultou em vários milhares de mortes entre homens, mulheres e crianças judias.  
Após o pogrom, milhares de sobreviventes foram embarcados nos chamados "trens da morte". Estes vagões de gado das ferrovias romenas, superlotados e selados, circulavam pelo campo no calor extremo do verão e paravam periodicamente para descarregar os mortos.   Pelo menos 4.000 pessoas morreram durante o massacre inicial e os transportes subsequentes.  Estimativas variadas do massacre de Iaşi e dos assassinatos relacionados colocam o número total de judeus mortos em 8.000,  10.000,  12.000 ou 14.000.   Alguma assistência no seu assassinato foi fornecida por unidades do XXX Corpo do Exército Alemão, um assunto que mais tarde permitiu às autoridades transferirem a culpa de si mesmas e de Antonescu - que, no entanto, estava implicado pelas ordens especiais que havia emitido.   A cumplicidade do Serviço Especial de Inteligência e do seu director Eugen Cristescu também foi avançada como uma possibilidade.  As tentativas subsequentes de encobrimento incluíram explicações omissas dadas pelas autoridades centrais a diplomatas estrangeiros e a reescrita de registos oficiais. 

### Transnístria

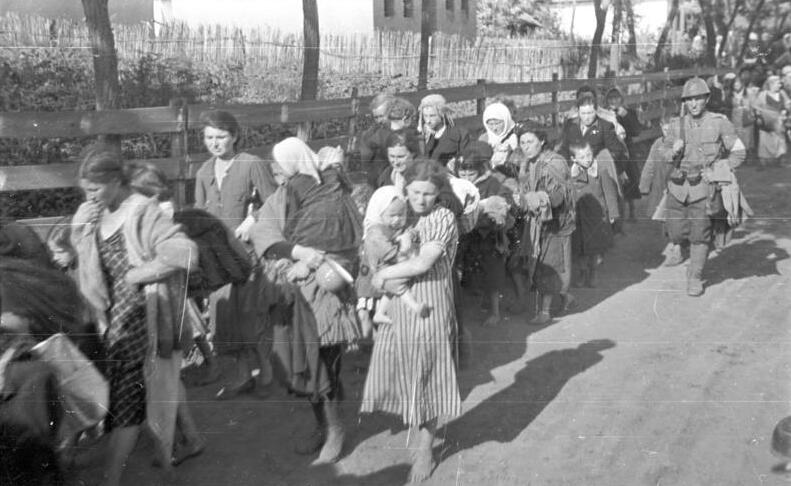
Soldados romenos participando da deportação de famílias judias (fotografia alemã, julho de 1941)

Logo após montarem acampamento na Bessarábia e na Bucovina do Norte, as tropas romenas juntaram-se à Wehrmacht e aos Einsatzgruppen organizados pela Schutzstaffel em fuzilamentos em massa de judeus da Bessarábia e da Ucrânia,   resultando na morte de 10.000  a 20.000 pessoas.  O acadêmico Christopher R. Browning compara estas mortes com atrocidades semelhantes perpetradas por habitantes locais no Reichskommissariat Ukraine, Lituânia e Letônia (ver Holocausto na Letônia, Holocausto na Lituânia, Holocausto na Ucrânia).  A partir daí, à medida que as tropas de combate avançavam pelo Dniester, a administração local deportou um grande número de judeus para a zona de combate, na esperança de que fossem exterminados pelos alemães.   O próprio Antonescu declarou: "Sou a favor da expulsão dos judeus da Bessarábia e da Bucovina [do Norte] para o outro lado da fronteira [...]. Não há nada para eles fazerem aqui e não me importo se aparecermos na história como bárbaros [...]. Nunca houve um momento mais adequado em nossa história para nos livrarmos dos judeus e, se necessário, vocês devem usar metralhadoras contra eles."  Ele também explicou que seu objetivo era: "a política de purificação da raça romena, e não cederei diante de nenhum obstáculo para alcançar esse objetivo histórico de nossa nação. Se não aproveitarmos a situação que se apresenta hoje [...] perderemos a última chance que a história nos oferece. E não desejo perdê-la, porque se eu fizer isso, as próximas gerações me culparão."  Ele fez uma declaração contraditória sobre o assassinato de judeus em Chișinău, alegando que seus perpetradores eram "bastardos" que "mancharam" a reputação de seu regime.  Antonescu via a "guerra" contra os judeus como sendo tão importante quanto a guerra contra a União Soviética e exigia regularmente relatórios dos seus oficiais na Bessarábia e na Transnístria sobre as suas medidas contra os judeus.  No final de agosto de 1941, em Tighina, Antonescu convocou uma conferência secreta da qual participaram ele próprio, os governadores da Bessarábia e da Bucovina e o governador designado da Transnístria para discutir os seus planos relativamente aos judeus nessas regiões. 

Muitas mortes se seguiram, como resultado direto da fome e da exaustão,   enquanto as tropas alemãs locais realizavam tiroteios seletivos.  Os sobreviventes foram enviados de volta para o outro lado do rio e os comandantes alemães expressaram irritação com os métodos aplicados pelos seus homólogos.   As autoridades romenas introduziram posteriormente guetos ou campos de trânsito.   Após a anexação da Transnístria, houve uma deportação sistemática de judeus da Bessarábia, com transportes adicionais de judeus do Antigo Reino (especialmente da Moldávia propriamente dita).   Com base numa tarefa que Antonescu entregou ao General Ioan Topor,  a decisão envolveu quotas específicas e os transportes, a maioria dos quais realizados a pé, envolveram assassinatos aleatórios.   Em conjunto com as ambições expansionistas de Antonescu, é possível que o destino final dos sobreviventes, uma vez que as circunstâncias o permitiram, fosse mais a leste do que o Bug do Sul.  Em 11 de outubro de 1941, o chefe da Federação das Comunidades Judaicas, Wilhelm Filderman, emitiu uma carta pública a Antonescu pedindo-lhe que parasse com as deportações, escrevendo: "Isto é morte, morte sem qualquer razão, exceto que são judeus."  Antonescu respondeu a Filderman numa longa carta explicando que, como toda a comunidade judaica da Bessarábia tinha alegadamente colaborado com os soviéticos durante a ocupação soviética da Bessarábia, as suas políticas eram um ato justificado de vingança.  Em 11 de novembro de 1941, Antonescu enviou a Filderman uma segunda carta declarando que nenhum judeu teria permissão para viver nos "territórios libertados" e, quanto aos judeus do Regat:
"Decidimos defender nossos direitos romenos porque nosso passado de tolerância excessiva foi aproveitado pelos judeus e facilitou o abuso de nossos direitos por estrangeiros, especialmente os judeus... Estamos determinados a pôr fim a esta situação. Não podemos nos dar ao luxo de colocar em risco a existência de nossa nação por causa de centenas de milhares de judeus, ou para salvar algum princípio de democracia humana que não foi devidamente compreendido".
Os bens restantes dos deportados foram nacionalizados, confiscados ou deixados disponíveis para pilhagem.  Com a sua própria população judaica confinada e sujeita ao extermínio,   a Transnístria tornou-se infame num curto espaço de tempo, especialmente pelos seus cinco principais campos de concentração: Pechora, Akhmechetka, Bogdanovka, Domanovka e Obodovka.   Comandadas por gendarmes romenos e auxiliares ucranianos locais que agiam com o consentimento das autoridades centrais, as localidades da Transnístria tornaram-se locais de execuções em massa, especialmente depois de os administradores terem ficado preocupados com a propagação do tifo dos campos para a região circundante.   Em uma reunião do Gabinete em 16 de dezembro de 1941 para discutir o destino dos judeus da Transnístria, Antonescu declarou:
"A questão dos judeus está sendo discutida em Berlim. Os alemães querem trazer os judeus da Europa para a Rússia e estabelecê-los em certas áreas, mas ainda há tempo antes que esse plano seja executado. Enquanto isso, o que devemos fazer? Devemos esperar por uma decisão em Berlim? Devemos esperar por uma decisão que nos diga respeito? Devemos garantir a segurança deles? Enfiá-los em catacumbas! Jogá-los no Mar Negro! No que me diz respeito, 100 podem morrer, 1.000 podem morrer, todos eles podem morrer".
Entre 21 e 24 e 28 e 31 de dezembro de 1941, gendarmes romenos e auxiliares ucranianos mataram cerca de 70.000 judeus no campo de Bogdanovca; o massacre foi a maneira de Antonescu lidar com uma epidemia de tifo que havia surgido entre os judeus da Transnístria devido às péssimas condições de vida que foram forçados a suportar.  A última onda de deportações judaicas, ocorrida em junho de 1942, veio principalmente da área de Cernăuți, no norte da Bucovina.  
Também no verão de 1942, Antonescu tornou-se um perpetrador do Porajmos, ou crimes relacionados com o Holocausto contra o povo Romani, quando ordenou a deportação da Transnístria dos ciganos romenos do Reino Antigo, transitaram por campos e foram reassentados em condições desumanas perto do Bug do Sul.   A eles se juntaram 2.000 objetores de consciência da igreja Inocentista, uma denominação milenarista.  Como Antonescu admitiu durante o seu julgamento, ele supervisionou pessoalmente estas operações, dando ordens especiais aos comandantes da Gendarmaria.  Em teoria, as medidas tomadas contra os ciganos deveriam afectar apenas os nómadas e aqueles com antecedentes criminais criados ou actualizados recentemente, mas foram imediatamente feitas excepções arbitrárias a esta regra, em particular através da utilização da vaga noção de “indesejável” para definir alguns membros de comunidades sedentárias.  As autoridades centrais notaram diferenças nos critérios aplicados localmente e intervieram para prevenir ou sancionar a subdeportação e, em alguns casos, a sobredeportação.  Antonescu e Constantin Vasiliu foram informados dos problemas que a Transnístria enfrentava para alimentar a sua própria população, mas ignoraram-nos quando decidiram a favor da expulsão.  Com a maior parte dos seus bens confiscados,  os homens, mulheres e crianças ciganos só estavam autorizados a transportar bagagem de mão, com a qual deveriam sobreviver ao Inverno.  A fome e as doenças eram consequência da negligência criminosa, sendo a sobrevivência dos Romani largamente dependente de esmolas ocasionais do governo, da caridade dos habitantes locais, do roubo e de uma economia subterrânea.  Uma vez capturados, os fugitivos que conseguiram regressar à Roménia foram devolvidos pelas autoridades centrais, mesmo quando as autoridades locais se opunham. 

### Massacre de Odessa

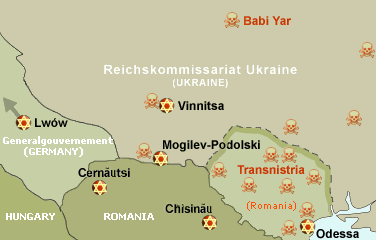
Mapa do Holocausto na Ucrânia. Gueto de Odessa marcado com uma estrela vermelha e dourada. Massacres da Transnístria marcados com caveiras vermelhas.

O massacre de Odessa, um acto de punição coletiva levado a cabo pelo exército e pelos gendarmes romenos, tirou a vida a um mínimo de 15.000  a 25.000  e a até 40.000  ou mesmo mais de 50.000   judeus de todas as idades. A medida ocorreu como cumprimento das próprias ordens de Antonescu, como retaliação à explosão que matou 67 pessoas na sede romena naquela cidade. Antonescu acreditava que a explosão original foi um ato terrorista, rejeitando a possibilidade de o edifício em questão ter sido equipado com minas terrestres pelos soviéticos em retirada.   Além disso, Antonescu culpou os judeus, especificamente os "comissários judeus" do Exército Vermelho, pelas perdas sofridas pelo seu 4.º Exército durante o cerco,  embora tanto um inquérito que ele ordenou como as avaliações alemãs apontassem para a má preparação dos soldados romenos.  Enquanto o comando local tomou a iniciativa das primeiras execuções, a intervenção pessoal de Antonescu ampliou o número de vítimas necessárias e incluiu quotas específicas (200 civis para cada oficial morto, 100 para cada soldado morto).  Na altura da explosão, a população judaica já estava reunida em guetos improvisados, sendo sujeita a violência e a assassinatos seletivos. 
Supostamente o maior massacre de judeus na história da guerra,  envolveu fuzilamentos em massa, enforcamentos, atos de imolação e uma detonação em massa.   Antonescu é citado dizendo que os atos criminosos do Exército romeno foram "represálias, não massacres".  Os sobreviventes foram deportados para o assentamento próximo de Slobidka e mantidos em condições desumanas. O próprio Alexianu interveio junto de Antonescu para encontrar uma solução para os seus problemas, mas o líder romeno decidiu que os queria fora da área de Odessa, citando a resistência próxima das tropas soviéticas no cerco de Sebastopol como um fermento para atividades judaicas semelhantes.  Sua ordem para Alexianu especificava: "Coloque-os nas catacumbas, jogue-os no Mar Negro, mas tire-os de Odessa. Não quero saber. Cem podem morrer, mil podem morrer, todos eles podem morrer, mas não quero que um único oficial ou oficial romeno morra."  Definindo a presença de judeus na Odessa ocupada como "um crime", Antonescu acrescentou: "Não quero manchar minha atividade com tanta falta de previsão."  Como resultado disso, cerca de 35.000 a 40.000 judeus foram deportados da área de Odessa para outros setores da Transnístria.  Vários milhares foram propositadamente levados para Berezivka e outras áreas habitadas pelos alemães do Mar Negro, onde as organizações Selbstschutz os massacraram. 

### Número total de mortos e particularidades

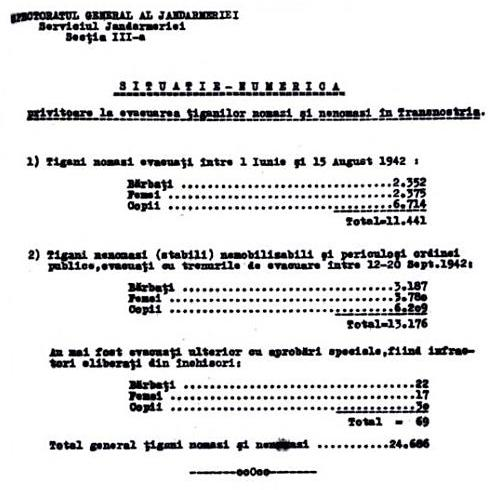
Relatório da Gendarmaria Romena de 1942, contabilizando 24.686 ciganos deportados para a Transnístria

Uma avaliação comum classifica a Roménia de Antonescu como a segunda mais importante, depois da Alemanha Nazi, nas suas políticas de extermínio anti-semitas.  De acordo com trabalhos separados dos historiadores Dennis Deletant e Adrian Cioroianu, apesar das falhas do julgamento de Antonescu em 1946, a sua responsabilidade pelos crimes de guerra era tal que ele teria a mesma probabilidade de ser considerado culpado e executado numa jurisdição aliada ocidental.  A brutalidade frequentemente singular dos massacres organizados pela Roménia foi um tópico especial de reflexão para a judia fugitiva do Holocausto e teórica política americana Hannah Arendt, conforme discutido na sua obra de 1963, Eichmann em Jerusalém.  As estimativas oficiais romenas feitas em 2003 pela Comissão Wiesel mencionam que entre 280.000 e 380.000 judeus foram mortos pelas autoridades romenas durante o governo de Antonescu.   As deportações da Transnístria são responsáveis por 150.000 a 170.000 expulsões individuais de judeus da Roménia propriamente dita, dos quais cerca de 90.000 a 120.000 nunca regressaram.   De acordo com o historiador israelita de origem romena Jean Ancel, as deportações da Transnístria de outras áreas são responsáveis por cerca de 145.000 mortes, enquanto o número de judeus locais da Transnístria mortos pode chegar a 280.000.  Estimativas mais conservadoras para este último número mencionam cerca de 130.000 a 180.000 vítimas.  Outras estimativas globais falam de 200.000  a mais de 300.000  judeus mortos intencionalmente como resultado da acção da Roménia. Segundo os historiadores Antony Polonsky e Joanna B. Michlic: "nenhum destes massacres foi levado a cabo pelos alemães, embora [estes últimos] certamente tenham encorajado tais acções e, em alguns casos, possam tê-las coordenado".  As deportações dos ciganos afectaram cerca de 25 000 pessoas, das quais pelo menos 11 000 morreram na Transnístria. 
A população judaica no Antigo Reino, que contava entre 300.000 e 400.000 pessoas, sobreviveu ao Holocausto quase intacta.  Refletindo sobre esse fato, Lucian Boia observou que Antonescu não poderia ser visto "decentemente" como um salvador de judeus, mas que ainda há uma diferença fundamental entre os efeitos de seu governo e os de Hitler, concluindo que o quadro geral não é "completamente sombrio".  Para Dennis Deletant, essa situação é um "grande paradoxo" do tempo de Antonescu no poder: "mais judeus sobreviveram sob o governo [de Antonescu] do que em qualquer outro país da Europa do Eixo".  O historiador americano da Romênia William O. Oldson vê as políticas de Antonescu como caracterizadas por "violência, inconsistência e inanidade",  mas as coloca no contexto mais amplo do antissemitismo local, observando algumas exceções ideológicas de suas respectivas contrapartes europeias. Estas características, argumenta ele, tornaram-se “providenciais” para as comunidades judaicas mais assimiladas do Antigo Reino Romeno, ao mesmo tempo que expunham os judeus percebidos como estrangeiros.  Ao discutir a política de limpeza étnica de Antonescu, Polonksy e Mihlic observam: "[ela] levanta questões importantes sobre a linha tênue entre o desejo de expulsar uma minoria indesejada e um projeto genocida em pequena escala sob condições sancionadas."  O historiador militar americano Gerhard L. Weinberg fez referência ao "massacre de um grande número de judeus nas áreas cedidas à União Soviética em 1940, quando essas áreas foram retomadas em 1941, bem como na [...] Transnístria", mas comentou: "o governo do marechal Ion Antonescu preferiu roubar e perseguir judeus [da Romênia]; o governo não os entregaria aos alemães para matá-los." 
Juntamente com a mudança notável na sorte na Frente Oriental, um dos principais motivadores para todas as mudanças pós-1943, observado por vários historiadores, foi a múltipla oportunidade financeira de sobrevivência judaica.  Os judeus mais ricos foram extorquidos financeiramente para evitar o trabalho comunitário e a deportação, e o trabalho de alguns profissionais foi aproveitado pelo setor público e até pelo Exército.  Desde o início, o regime excluiu da deportação alguns judeus que eram especialistas em áreas como a silvicultura e a química, e alguns outros foram mesmo autorizados a regressar, apesar dos protestos anti-semitas nas suas províncias de origem.  A exploração econômica foi institucionalizada no final de 1941 e início de 1942, com a criação de um Escritório Central Judaico. Supervisionado pelo Comissário Radu Lecca e formalmente liderado pelos intelectuais judeus Nandor Gingold e Henric Streitman, recolheu fundos que foram em parte redireccionados para as instituições de caridade de Maria Antonescu.  Um pequeno número de judeus romenos partiu independentemente para a Palestina já em 1941, mas a oposição britânica aos planos sionistas tornou a sua transferência perigosa (um exemplo notório disto é o MV Struma).  A nível pessoal, o encorajamento de Antonescu aos crimes alternava-se com períodos em que ele cedia aos apelos do líder da comunidade judaica Wilhelm Filderman.  Num desses casos, ele reverteu a sua própria decisão de 1942 de impor o uso de estrelas amarelas,  que, no entanto, permaneceram em uso em todo o lado fora do Antigo Reino e, em teoria, a quaisquer judeus romenos noutras partes da Europa controlada pelo Eixo.  Ao avaliar estas contradições, os comentadores também mencionam o efeito das promessas dos Aliados de processar os responsáveis pelo genocídio em toda a Europa.  Nas últimas fases da guerra, Antonescu tentou transferir toda a culpa pelos crimes do seu regime  ao mesmo tempo que acusava os judeus de "trazerem destruição sobre si próprios". 
O regime permitiu que judeus romenos não deportados e instituições de caridade americanas enviassem ajuda humanitária para os campos da Transnístria, uma medida que se interessou em aplicar no final de 1942.   As deportações de judeus cessaram completamente em outubro do mesmo ano. Uma explicação comum que os historiadores propõem para esta reavaliação de políticas é a mudança na sorte da Alemanha na Frente Oriental, com a menção de que Antonescu estava considerando usar a população judaica como um trunfo em suas negociações com os Aliados Ocidentais.   No entanto, o regime demorou mais de um ano a permitir regressos mais selectivos de judeus da Transnístria, incluindo cerca de 2.000 órfãos.   Após a evacuação da Transnístria em 1944, o próprio Antonescu defendeu a criação de novos campos na Bessarábia.  Em conversas com o seu gabinete, o Conducător afirmou com raiva que os judeus sobreviventes estavam em melhor situação do que os soldados romenos. 
As políticas aplicadas em relação à população cigana eram ambivalentes: ao mesmo tempo que ordenava a deportação daqueles que considerava criminosos, Ion Antonescu demonstrava algum interesse em melhorar a vida dos trabalhadores ciganos da planície de Bărăgan.  Segundo o historiador romeno Viorel Achim, embora tenha afirmado a existência de um "problema cigano", o regime de Antonescu "não o considerou entre as suas prioridades".  Em 1943, Antonescu estava gradualmente a permitir que os deportados regressassem a casa. Inicialmente, Constantin Vasiliu permitiu que as famílias dos soldados apelassem à sua deportação de forma selectiva.  As autoridades romenas também parecem ter sido influenciadas pelas objeções dos administradores nazistas no Reichskommissariat Ukraine, que temiam que a população recém-chegada superasse em número os alemães locai .  Em Janeiro de 1944, as autoridades centrais ordenaram às autoridades locais que não enviassem de volta os fugitivos detidos,  instruíram-nas a fornecer-lhes alguma comida e roupa, e sugeriram castigos corporais para os ciganos que não aderissem a um código de comportamento.  Quando os administradores romenos abandonaram a Transnístria, a maioria dos sobreviventes do grupo regressou por conta própria no verão de 1944. 

### Antonescu e os projetos da Solução Final
Ion Antonescu e seus subordinados ficaram por muito tempo divididos sobre a questão da Solução Final, conforme aplicada em territórios sob controle nazista direto a partir de 1941. Numa fase inicial, as tentativas alemãs de impor o controlo directo do RSHA sobre os judeus do Antigo Reino suscitaram algumas objecções de Mihai Antonescu, mas ambos os lados concordaram com uma política comum em relação aos judeus soviéticos.  Em várias das suas declarações do início da década de 1940, Antonescu menciona favoravelmente o objectivo do Eixo de eliminar a presença judaica em caso de vitória.  O carácter desenfreado de algumas acções romenas em relação aos judeus alarmou os responsáveis nazis, que exigiram uma forma metódica de extermínio.  Quando confrontado com as decisões alemãs de expulsar os judeus que ele havia expulsado antes da ocupação da Transnístria, Antonescu protestou, argumentando que havia concordado com as decisões de Hitler em relação aos "judeus orientais".  Em Agosto de 1941, em preparação para a aplicação universal da Solução Final, Hitler observou: "Quanto à questão judaica, hoje, em qualquer caso, poder-se-ia dizer que um homem como Antonescu, por exemplo, procede muito mais radicalmente desta maneira do que nós fizemos até agora. Mas não descansarei nem ficarei inativo até que nós também tenhamos ido até ao fim com os judeus." 
No verão de 1942, os representantes alemães na Roménia obtiveram a aprovação de Antonescu para deportar a restante população judaica para campos de extermínio na Polônia ocupada.   Entre os envolvidos do lado alemão estavam o assassino em massa Adolf Eichmann e seu assessor Gustav Richter,  enquanto o lado romeno era representado pelo Comissário de Assuntos Judaicos Lecca (que se reportava ao próprio Antonescu).  Richter orientou Lecca na criação do Gabinete Central Judaico, que ele presumiu que funcionaria como um Judenrat para agilizar as políticas de extermínio.  De acordo com esses planos, apenas cerca de 17.000 judeus, considerados úteis para a economia da Roménia, seriam isentos.   Os transportes já tinham sido anunciados às Ferrovias Romenas no Outono de 1942, mas o governo acabou por decidir adiar estas medidas indefinidamente, tal como aconteceu com a maioria das outras deportações para a Transnístria.   As novas ordens de Antonescu sobre o assunto foram mencionadas em suas conversas com Hitler no Schloss Klessheim, onde ambos os líderes se mostraram cientes do destino que aguardava os deportados judeus para a Polônia.  Nessa altura, as autoridades alemãs encarregadas de aplicar a Solução Final na Europa de Leste abandonaram completamente os seus planos em relação à Roménia.  Em agosto de 1942, Antonescu elaborou planos com a SS para deportar todos os judeus do Regat ou do "Velho Reino" para os campos de extermínio administrados pelos alemães na Polônia, mas depois cancelou a deportação.  As principais razões para a sua mudança de ideias foram os sinais de desaprovação dos círculos judiciais, um aviso do governo americano transmitido pelo embaixador suíço de que ele seria processado por crimes de guerra e crimes contra a humanidade depois de os Aliados terem vencido se a deportação prosseguisse, e mais importante porque Hitler não iria desfazer o Segundo Prémio de Viena e devolver o norte da Transilvânia à Roménia.  Antonescu viu a deportação dos judeus do Regat como a compensação pelo retorno da Transilvânia e, incapaz de obter promessas satisfatórias do embaixador alemão, Barão Manfred von Killinger, de que a Romênia seria recompensada com o retorno da Transilvânia em troca da entrega de seus judeus, Antonescu cancelou a deportação até que os alemães lhe fizessem uma oferta melhor. 
Segundo Oldson, na fase final da guerra, a Roménia rejeitou "todas as medidas extremas contra os judeus que não pudessem ser provados como comunistas".  Os transportes planeados para a Palestina, cuja perspectiva irritava os observadores nazis alemães, implicavam uma esperança de que o foco dos Aliados se afastasse da culpa anterior do regime e, ao mesmo tempo, aguardavam pagamentos a serem feitos em troca de cada pessoa salva.  As implicações contrárias do nacionalismo romeno, manifestadas como relutância em obedecer às ordens alemãs e desconforto com mudanças drásticas em geral, são ocasionalmente oferecidas como explicações adicionais do fenómeno.  Ao reflectir sobre a questão da emigração para a Palestina, Antonescu também cedeu aos apelos dos líderes da comunidade judaica e permitiu a passagem segura pela Roménia a vários judeus do norte da Transilvânia que fugiam do Holocausto na Hungria.  Ele estava fazendo o mesmo para certas comunidades ciganas do norte da Transilvânia que haviam escapado para o sul.  Nesse contexto, os ideólogos nazis alemães começaram a opor-se à suposta leniência de Antonescu.  Antonescu, no entanto, alternava a tolerância à imigração ilegal com medidas drásticas. No início de 1944, ele emitiu uma ordem para atirar em imigrantes ilegais, que provavelmente nunca foi aplicada pela Polícia de Fronteiras  (que ocasionalmente entregava refugiados judeus às autoridades alemãs).  O regime de Antonescu permitiu o extermínio da diáspora judaica romena noutras partes da Europa,  opondo-se formalmente à sua deportação em alguns casos em que parecia que a Alemanha estava a interferir na soberania da Roménia. 

## Oposição e perseguição política

### Política dominante

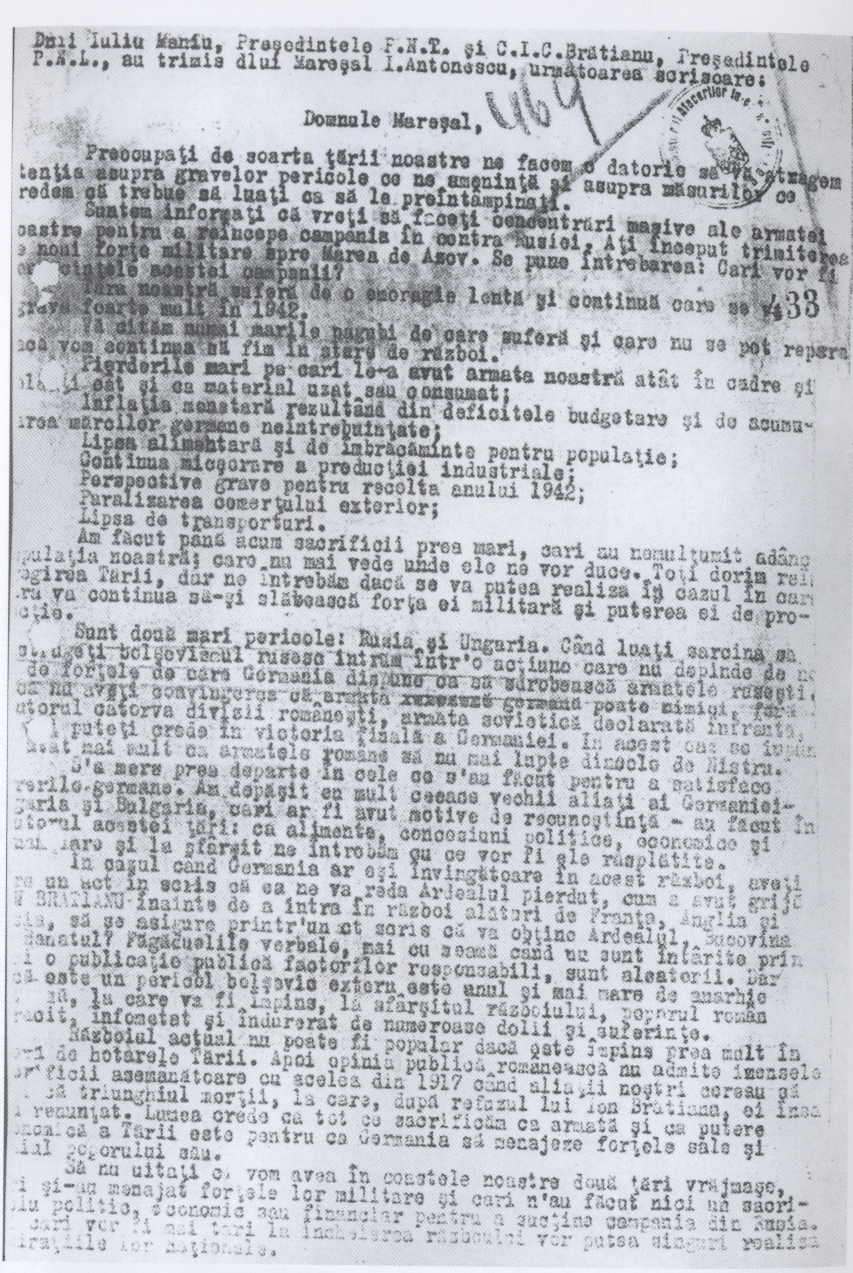
Carta de protesto de janeiro de 1942, assinada por Iuliu Maniu e Dinu Brătianu e dirigida a Antonescu

As circunstâncias da guerra foram responsáveis por abordagens cautelosas e ambivalentes ao governo de Antonescu por parte da corrente política romena, que agrupava defensores da democracia liberal e do antifascismo . De acordo com Gledhill e King: "Os liberais romenos criticaram a relação calorosa do seu governo com Hitler, que se desenvolveu ao longo da década de 1930, mas o ataque soviético [de 1940] ao território romeno deixou-os com poucas hipóteses a não ser apoiar a invasão da União Soviética pela Alemanha".  Outros autores citam também a agenda da Grande Roménia do executivo de Antonescu como uma razão por trás da aquiescência generalizada.  A tendência foi ilustrada por Dinu Brătianu, que, no final de janeiro de 1941, disse aos seus colegas liberais nacionais que o novo "governo de generais" era "a melhor solução possível para a crise atual", instando o grupo a fornecer a Antonescu "todo o apoio que pudermos dar a ele".  Um dos primeiros pontos de discórdia entre Antonescu e o Partido Nacional dos Camponeses surgiu na primavera de 1941, quando o apoio de Antonescu à Campanha dos Balcãs e à reivindicação da Romênia a partes da Voivodina foi recebido com uma carta de protesto de Iuliu Maniu, que Antonescu rejeitou.  Maniu e Brătianu também emitiram várias condenações à decisão de Antonescu de continuar a guerra para além do Dniester.   Uma dessas cartas, assinada por ambos, afirmava que, embora as medidas anteriores tivessem sido "legitimadas por toda a alma da nação, o povo romeno nunca consentirá na continuação da luta para além das nossas fronteiras nacionais".  Maniu mencionou especificamente a possibilidade de vitória dos Aliados, acusou Antonescu de desviar a atenção do objetivo da Grande Romênia (incluindo a Transilvânia do Norte) e sublinhou que a participação contínua da Romênia no Eixo era "suficientemente preocupante". 
Antonescu é conhecido por ter advertido publicamente os líderes da oposição pela sua desobediência, que ele equiparou à obstrução,  e por ter monitorizado as suas atividades através do Serviço Especial de Inteligência.  No entanto, alguns dos primeiros comunicados que dirigiu a Brătianu também apresentam ofertas de demissão, que o seu destinatário rejeitou relutantemente.  Os alemães opuseram-se a tais ambiguidades, e Hitler certa vez aconselhou Antonescu a mandar matar Maniu, uma opção que o Conducător rejeitou devido à popularidade do líder do PNȚ entre os camponeses.  Ao mesmo tempo que tolerava os contactos entre Maniu e os Aliados, Antonescu prendeu os enviados britânicos clandestinos à Roménia, pondo assim fim à Operação Autônoma de 1943.  Paralelamente, a sua relação com a Rainha Mãe Helena e com Miguel deteriorou-se rapidamente depois de ter começado a aconselhar a família real sobre como conduzir os seus assuntos.  A dissidência em relação às políticas de Antonescu às vezes vinha de dentro do seu próprio campo. Tanto o corpo de oficiais como o Estado-Maior estavam divididos sobre a questão da guerra para além do Dniester, embora seja possível que a maioria concordasse que isso traria o norte da Transilvânia de volta à Roménia.  Um caso proeminente foi o de Iosif Iacobici, o Chefe do Estado-Maior Romeno, cuja objeção à transferência maciça de tropas romenas para a Frente Oriental resultou em seu rebaixamento e substituição por Ilie Șteflea (janeiro de 1942).   Șteflea emitiu apelos semelhantes e Antonescu acabou por concordar em preservar um exército nacional pouco antes da Batalha de Stalingrado.  Vários outros militares estenderam sua proteção aos judeus perseguidos.  No geral, Antonescu enfrentou desafios significativos no exercício do controlo sobre os sectores politizados das forças armadas. 
As leis de discriminação racial de Antonescu e a participação da Romênia no Holocausto geraram objeções significativas de vários indivíduos e grupos da sociedade romena. Uma oponente notável foi a Rainha Mãe Helena, que interveio ativamente para salvar os judeus da deportação.   O prefeito de Cernăuți, Traian Popovici, opôs-se publicamente à deportação de judeus,  assim como Gherman Pântea, seu homólogo em Odessa.  Os apelos da Rainha Helena, do Rei Miguel, do Metropolita Ortodoxo da Transilvânia Nicolae Bălan, do Núncio Apostólico Andrea Cassulo e do Embaixador suíço René de Weck são creditados por terem ajudado a evitar a aplicação plena da Solução Final na Roménia de Antonescu.  Cassulo e Bălan defenderam juntos o destino de certos judeus, incluindo todos os que se converteram ao cristianismo, e o primeiro protestou publicamente contra as deportações.  Enquanto a Roménia e os Estados Unidos ainda estavam em paz, o ministro plenipotenciário americano Franklin Mott Gunther tentou repetidamente alertar os seus superiores sobre as acções romenas contra os judeus,  e os diplomatas turcos procuraram, sem sucesso, a aprovação americana para transferir os judeus romenos para uma passagem segura através da Anatólia e para a Palestina.  Dinu Brătianu também condenou as medidas antissemitas, levando Antonescu a acusá-lo de ser um aliado do "Yid em Londres".  Juntamente com Maniu e Ion Mihalache, Brătianu assinou declarações condenando o isolamento, a perseguição e a expulsão dos judeus, o que levou Antonescu a ameaçar reprimi-los.  No entanto, ambos os partidos eram ocasionalmente ambíguos em questões raciais e eles próprios produziam mensagens anti-semitas.  Brătianu também é conhecido por defender publicamente a causa do povo Romani, opondo-se à sua deportação sob a alegação de que isso "faria retroceder vários séculos de história",  uma posição que atraiu o apoio dos seus pares civis.  Paralelamente, alguns romenos comuns, como a enfermeira Viorica Agarici, intervieram para salvar vidas judaicas,  enquanto, dentro da comunidade judaica, o rabino-chefe Alexandru Șafran e o ativista Mișu Benvenisti uniram-se a Wilhelm Filderman em protestos públicos contra as decisões de Antonescu, sendo ocasionalmente acompanhados por A.L. Zissu.  Em 1943, o próprio Filderman foi deportado para Mohyliv-Podilskyi, mas acabou sendo autorizado a retornar. 

### Política clandestina

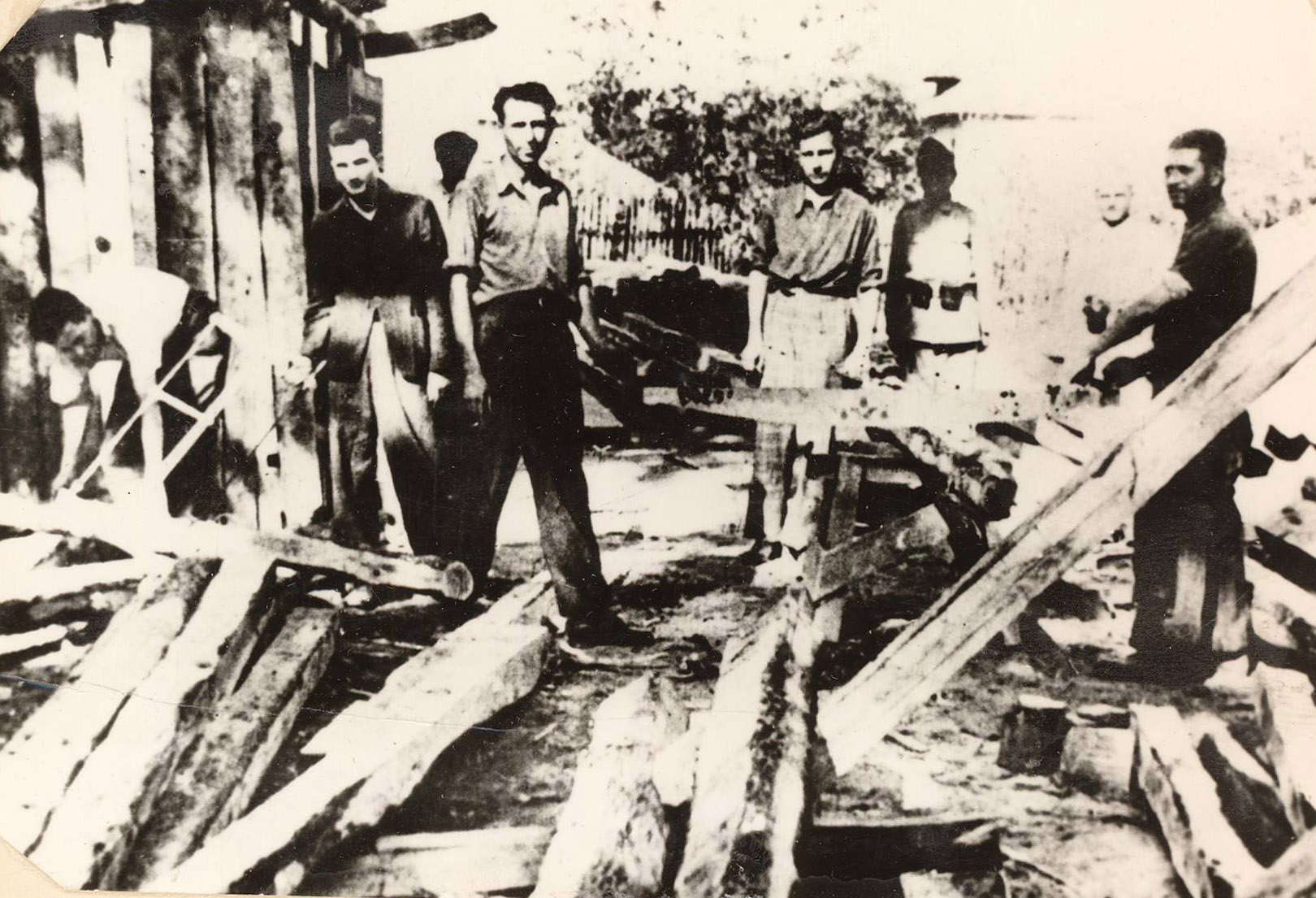
Prisioneiros políticos do regime de Antonescu, fotografados no campo de Târgu Jiu, 1943. Nicolae Ceaușescu, futuro líder da Romênia comunista, é o segundo da esquerda

Os movimentos de resistência organizados na Romênia de Antonescu eram relativamente pequenos e marginais. Além de uma resistência sionista que ajudava os judeus a atravessar ou a fugir do país,  o regime foi confrontado com movimentos políticos locais de matizes contrastantes. Um deles era composto por elementos de extrema esquerda e de esquerda, que a ascensão de Antonescu ao poder os colocou em uma posição incomum. O pequeno Partido Comunista Romeno, proibido desde o governo de Fernando I por suas políticas nacionais comunistas, tornou-se praticamente inativo pelo pacto de não agressão germano-soviético. Uma vez reanimado pela Operação Barbarossa, o PCR não conseguiu criar um verdadeiro movimento de resistência armada, embora tenha conseguido coordenar as políticas de vários outros pequenos grupos de esquerda.  Falando pouco antes da invasão da União Soviética, e adoptando a posição do "bolchevismo judaico", Antonescu ordenou às autoridades que compilassem listas contendo "os nomes de todos os agentes judeus e comunistas", que deveriam ser mantidos sob estreita vigilância.  Entre as pessoas presas por suspeita de comunismo, os judeus foram enviados para locais da Transnístria, como Vapniarka e Rîbnița, enquanto outros foram internados em instalações regulares, como as de Caransebeș e Târgu Jiu .  No total, cerca de 2.000 judeus romenos deportados para a região foram acusados de crimes políticos (a categoria também incluía aqueles que tentaram escapar ao trabalho forçado).  Segundo uma estimativa, as pessoas detidas sob a acusação de serem comunistas representavam pouco menos de 2.000 pessoas, das quais cerca de 1.200 foram presas na Roménia.  A pena de morte foi aplicada contra vários ativistas partisans,  enquanto a grande maioria dos prisioneiros comunistas em Rîbnița foram massacrados em Março de 1944.  No outro extremo do espectro político, após a Rebelião Legionária e a decapitação da Guarda de Ferro, muitos legionários que se opuseram ao regime, e que o próprio Antonescu acreditava serem "comunistas com camisas verdes [legionárias]",  foram mortos ou presos.  No entanto, uma resistência da Guarda de Ferro foi formada localmente e provavelmente contava com milhares.  Alguns dos prisioneiros políticos de Antonescu de ambos os campos tiveram a oportunidade de se redimir juntando-se a unidades na Frente Oriental. 
Embora reprimido, dividido e fraco, o PCR capitalizou as vitórias soviéticas, integrando-se à oposição dominante. Ao mesmo tempo, surgiu uma "facção prisional" em torno de Gheorghe Gheorghiu-Dej, opondo-se tanto à liderança formal como aos chamados comunistas "moscovitas" que se tinham refugiado na União Soviética antes da guerra.  Enquanto manobravam para o controlo dentro do PCR durante e depois de 1944, os comunistas da "prisão" destruíram um terceiro grupo, formado em torno do líder nominal do PCR, Ștefan Foriș (a quem sequestraram e acabaram por matar).  A liderança do PCR ainda sofria de uma crise de legitimidade após o início das conversações com os partidos maiores.  Os soviéticos e os comunistas "moscovitas" fizeram campanha entre os prisioneiros de guerra romenos para que mudassem de lado na guerra e, eventualmente, conseguiram criar a Divisão Tudor Vladimirescu. 

### Círculos culturais
As medidas impostas pelo regime de Antonescu tiveram efeitos contraditórios no cenário cultural romeno. De acordo com os historiadores literários romenos Letiția Guran e Alexandru Ștefan, "o regime de Antonescu [...] não afetou negativamente a modernidade cultural. A elite cultural romena considerou as políticas de Antonescu, em sua maior parte, com simpatia."  No entanto, outros pesquisadores registram a dissidência de vários ambientes culturais: o liberalismo clássico e o cosmopolitismo do envelhecido teórico literário Eugen Lovinescu, o Círculo Literário de Sibiu "Lovinesciano" e a contracultura rebelde de jovens escritores de vanguarda (Ion Caraion, Geo Dumitrescu, Dimitrie Stelaru, Constant Tonegaru).  Os proeminentes escritores de esquerda Tudor Arghezi, Victor Eftimiu e Zaharia Stancu foram prisioneiros políticos durante os anos Antonescu.  O autor George Călinescu também se destacou contra as diretrizes oficiais e, em 1941, arriscou ao publicar uma síntese da literatura romena que enfatizava as contribuições judaicas,  enquanto o compositor George Enescu implorava pessoalmente a Antonescu pelo destino dos músicos ciganos.  Actos semelhantes de solidariedade foram realizados por vários intelectuais e artistas proeminentes.  Em Agosto de 1942, o Rei Miguel recebeu um manifesto apoiado por intelectuais de vários campos, lamentando os assassinatos na Transnístria e apelando a um realinhamento de políticas.  Outro documento semelhante, de Abril de 1944, apelava à paz imediata com a União Soviética.  Num nível mais íntimo, um diário mantido pela filósofa e crítica de arte Alice Voinescu expressa a sua indignação face às medidas e massacres antissemitas. 
Um aspecto especial da repressão política e da hegemonia cultural foi a perseguição de Antonescu às denominações cristãs evangélicas ou restauracionistas, inicialmente proibidas durante o regime legionário nacional.  Vários milhares de adeptos da União Pentecostal e da União Baptista foram alegadamente presos em cumprimento das suas ordens.  A perseguição teve como alvo grupos de objetores de consciência motivados religiosamente. Além do movimento inocentista, esses grupos incluíam a União Pentecostal, a Conferência Adventista do Sétimo Dia e a Associação das Testemunhas de Jeová.  O próprio Antonescu relatou ter pensado em usar a pena de morte contra “seitas” que não permitissem o serviço militar e, em última análise, ter decidido a favor da deportação dos “recalcitrantes”.  Em 9 de setembro de 1940, o Ministério da Cultura e Arte divulgou uma lista de confissões reconhecidas e protegidas pelo regime. A lista incluía a Igreja Ortodoxa Romena, a Igreja Católica Grega, a Igreja Católica Romana, a Igreja Ortodoxa Armênia, a Igreja Ortodoxa Ucraniana, a Igreja Calvinista, a Igreja Luterana, a Igreja Unitária e o Islã. Qualquer confissão não listada era considerada oficialmente proibida. 

## Legado

### Consequências do julgamento de Antonescu
O período após a queda de Antonescu retornou a Romênia a um regime democrático e à Constituição de 1923, bem como sua participação na guerra ao lado dos Aliados. No entanto, também testemunhou os estágios iniciais de uma tomada comunista, que culminou com a abdicação forçada do Rei Miguel em 30 de dezembro de 1947 e o subsequente estabelecimento da Romênia comunista. O julgamento de Antonescu insere-se assim numa longa série de procedimentos semelhantes e de expurgos políticos sob acusações de colaboracionismo, instrumentados pelos Tribunais Populares Romenos e por várias outras instituições.  Durante as eleições gerais fraudulentas de 1946 e durante anos após a execução de Antonescu, o Partido Comunista Romeno e os seus aliados começaram a usar as implicações do seu julgamento como um meio abusivo de comprometer alguns dos seus opositores políticos.   Um exemplo inicial foi Iuliu Maniu, na época um dos mais proeminentes anticomunistas do país, que foi acusado de ser fascista e simpatizante de Antonescu, principalmente por ter apertado sua mão durante o julgamento.  O alistamento de alemães étnicos em unidades nazistas alemãs, aprovado por Antonescu, foi usado como pretexto para a expulsão de alemães da Romênia liderada pelos soviéticos.   Por motivos semelhantes, as forças de ocupação soviéticas organizaram a captura de certos cidadãos romenos, bem como o retorno de refugiados de guerra da Romênia para a Bessarábia e o norte da Bucovina. Tanto os presos como os repatriados eram frequentemente deportados para o interior da União Soviética.  Como parte da deterioração de seu relacionamento com os católicos romanos romenos, e incentivado pelos soviéticos, o gabinete comunista de Petru Groza também considerou o núncio apostólico Andrea Cassulo um colaborador de Antonescu e uma persona non grata, com base nas transcrições das conversas Cassulo-Antonescu.  Também utilizou tais alegações para pressionar vários clérigos greco-católicos a aceitarem a união com a Igreja Ortodoxa Romena. 
No entanto, o historiador romeno do Holocausto Radu Ioanid observa que poucos romenos envolvidos na organização do Holocausto foram processados e, desses, nenhum foi executado após o julgamento de Antonescu. Ele atribui isso à resistência nacionalista dentro do aparelho administrativo e judicial, aos medos comunistas de alienar um número muito grande de pessoas, à emigração de sobreviventes sionistas e à hostilidade aberta de alguns comunistas em relação aos líderes liberais da comunidade judaica.  Os judeus também enfrentaram conflitos com as novas autoridades e com a população maioritária, como descrito por outros pesquisadores.  Houve, no entanto, julgamentos esporádicos por crimes relacionados ao Holocausto, incluindo um de Maria Antonescu. Presa em setembro de 1944 e mantida sob custódia soviética entre 1945 e 1946, ela foi presa novamente em casa em 1950, julgada e finalmente considerada culpada de crimes econômicos por sua colaboração com o Escritório Central Judaico.  Cinco anos depois, ela foi enviada para o exílio interno e morreu de problemas cardíacos em 1964.  Depois de 1950, um grande número de criminosos de guerra condenados, alguns até sentenciados à prisão perpétua, foram considerados aptos para a “coabitação social” (ou seja, aptos a viver entre a população em geral) e libertados, enquanto alguns suspeitos nunca foram processados. 

### Na historiografia comunista
Embora as obras analíticas marxistas da figura comunista cada vez mais marginalizada Lucrețiu Pătrășcanu façam menções isoladas ao Holocausto,  o discurso oficial fortemente politizado inspirado pela historiografia soviética interpretou a evolução da Roménia durante a guerra exclusivamente com base na ideia marxista-leninista de conflito de classes.  Nesse contexto, o principal esforço para documentar e expor os massacres da era Antonescu veio dos judeus romenos. Tudo começou em 1945, quando os jornalistas judeus Marius Mircu e Maier Rudrich contribuíram com testemunhos em primeira mão.  Em 1946-1948, o líder da comunidade judaica Matatias Carp publicou Cartea neagră ("O Livro Negro"), um relato volumoso e detalhado de todas as fases do Holocausto.  Depois de constituir um elemento secundário na acusação de Antonescu, a deportação do povo cigano foi amplamente ignorada no discurso oficial. 
O regime comunista exagerou o papel desempenhado pelo PCR no Golpe do Rei Miguel, ao mesmo tempo que comemorava a sua data de 23 de Agosto como um feriado nacional.   A facção Gheorghe Gheorghiu-Dej emergiu como vencedora das lutas internas do PCR e incorporou o discurso nacionalista. Essa facção reivindicou um papel decisivo na queda de Antonescu, embora a maioria dos seus membros tivesse estado presa durante a maior parte do período.  De acordo com os princípios stalinistas, a censura produziu um revisionismo histórico que excluiu o foco em aspectos negativos do comportamento romeno durante a guerra, como o antissemitismo e o Holocausto,  e obscureceu a participação da Roménia na Frente Oriental.  A partir de meados da década de 1960, quando Nicolae Ceaușescu assumiu o poder e embarcou num rumo comunista nacional, a celebração do 23 de agosto como o início do regime comunista foi acompanhada por uma tendência contraditória, que implicava uma reabilitação gradual de Antonescu e do seu regime.  Os historiadores que se concentraram neste período acreditam que o renascimento dos princípios nacionalistas e o distanciamento relativo das políticas soviéticas contribuíram para o processo de reabilitação.  Após um período de liberalização, o regime cada vez mais autoritário de Ceaușescu reviveu os padrões estabelecidos de governo personalizado e até fez uso informal do título Conducător .  A partir do início da década de 1970, quando as novas políticas foram consagradas pelas Teses de Julho, Ceaușescu tolerou uma facção intelectual nacionalista, antissemita e negacionista do Holocausto, ilustrada principalmente pelas revistas Săptămîna e Luceafărul de Eugen Barbu e Corneliu Vadim Tudor, pelo poeta Adrian Păunescu e seu jornal Flacăra, e pelo romancista Ion Lăncrănjan .  O regime também passou a cultivar uma relação com o magnata exilado Iosif Constantin Drăgan, um antigo membro da Guarda de Ferro que passou a apoiar tanto a reabilitação de Antonescu como a versão comunista nacional do protocronismo.  Em contraste, grande parte da cultura dissidente e da diáspora romena acolheram a imagem de Miguel I como sua contrapartida ao mito cada vez mais oficial de Antonescu.  Lucian Boia descreveu isto como “o confronto espetacular entre dois mitos contraditórios [transpondo] para termos históricos e mitológicos uma fissura fundamental que divide a sociedade romena de hoje”. 
Tópicos relacionados ao Holocausto na Romênia foram distorcidos durante a era comunista. O próprio Ceaușescu mencionou o número de sobreviventes das deportações (cerca de 50.000 pessoas) como um número total de vítimas, não mencionou a origem étnica das vítimas e apresentou a maioria delas como "comunistas e antifascistas".  O regime também deu ênfase ao Holocausto no norte da Transilvânia (onde a Solução Final foi aplicada pelos alemães e pelo Partido da Cruz Flechada).  Vladimir Tismăneanu disse que Antonescu tem uma "aura pseudo-sagrada" e muitos romenos consideram as tentativas de diminuí-la uma afronta à sua dignidade nacional: "Nas sociedades pós-comunistas, fantasias de perseguição oferecem imensa gratificação a grandes camadas de indivíduos frustrados". Estas visões nacionais baseiam-se na propaganda promovida durante o regime de Ceaușescu. 
Os relatos anteriores dos massacres, que já tinham sido colocados sob uso restrito, foram completamente removidos das bibliotecas públicas.  Enquanto uma literatura especial politizada tratou do Holocausto na Hungria, todo o período Ceaușescu produziu apenas uma obra inteiramente dedicada à participação da Roménia.  Centrado no pogrom de Iaşi, transferiu a culpa das autoridades romenas e reduziu drasticamente o número de mortos.  No seu prefácio, o historiador oficial Nicolae Minei afirmou que a Roménia não era responsável por quaisquer mortes entre judeus.  Outros textos oficiais fizeram afirmações mais radicais, negando abertamente que o regime de Antonescu fosse anti-semita e que todos os mortos eram vítimas da Alemanha ou das circunstâncias. 

### Debates da década de 1990
A imagem que os romenos tinham de Antonescu mudou várias vezes depois que a Revolução de 1989 derrubou o comunismo. Pesquisas realizadas na década de 1990 mostram que o Conducător era muito querido por partes do público em geral.  Esta tendência, argumenta Lucian Boia, era semelhante a uma tendência paralela que favorecia o príncipe Vlad III, o Empalador, da Valáquia, no século XV, indicando uma preferência por "soluções autoritárias" e refletindo "um panteão que foi amplamente estabelecido na 'era Ceaușescu'".  Também era popular na época ver o Golpe de 1944 exclusivamente como o início da comunização na Romênia,   enquanto certos setores da opinião pública reavivavam a noção de "bolchevismo judaico", acusando os judeus de terem trazido o comunismo para a Romênia.  O historiador britânico Tony Judt associou tais reflexos ao crescente sentimento antirrusso e à negação do Holocausto em vários países do antigo Bloco do Leste, e denominou-os coletivamente de "memória errónea do anticomunismo".  Vladimir Tismăneanu, um proeminente cientista político nascido na Romênia, referiu-se à imagem "pseudossagrada" de Antonescu junto ao público pós-1989, e ao fenômeno como "fantasias de perseguição".  A imagem do ditador de guerra atraiu muitos políticos do período pós-1989, e apelos esporádicos para sua reabilitação foram emitidos nos mais altos níveis de autoridade.    Grupos de extrema-direita fizeram apelos para a sua canonização pela Igreja Ortodoxa Romena (juntamente com um pedido semelhante para canonizar Corneliu Zelea Codreanu ).  Certos grupos neofascistas afirmam representar um legado do Codrenismo, do qual Sima era um desviacionista, e estes também se tornaram apologistas de Antonescu. 
Um caso particular neste processo foi o das forças reunidas em torno do Partido da Grande Roménia, um grupo frequentemente caracterizado por fundir mensagens xenófobas ou neofascistas e o legado do comunismo nacional de Ceaușescu.  Fundada pelo líder do partido e ex-colaborador do Săptămîna, Corneliu Vadim Tudor, a revista România Mare é conhecida por ter equiparado Antonescu e Ceaușescu, apresentando-os como "apóstolos do povo romeno".  Na sua candidatura ao cargo de Presidente durante as eleições de 1996, Vadim Tudor prometeu ser um novo Antonescu.  Boia observa que este encontro de extremos oferece um “paradoxo extraordinário”.  Drăgan também retomou abertamente suas atividades na Romênia, muitas vezes em colaboração com o grupo de Vadim Tudor,  fundando três organizações encarregadas de fazer campanha pela reabilitação de Antonescu: o meio de comunicação Europa Nova,  a Fundação Ion Antonescu e a Liga Ion Antonescu.  O seu colega Radu Theodoru apoiou tais projectos, acusando os judeus de serem “um factor nocivo a longo prazo” e afirmando que na realidade foram os romenos étnicos as vítimas de um Holocausto comunista.  Ion Coja e Paul Goma produziram notavelmente afirmações radicais baseadas em provas fabricadas e desviando a culpa dos crimes para os próprios judeus.  Vários jornais editados por Ion Cristoiu argumentaram repetidamente a favor da reabilitação de Antonescu, também fazendo afirmações xenófobas;  opiniões semelhantes estavam esporadicamente presentes em jornais nacionais de vários matizes, como Ziua, România Liberă  e Adevărul. 
Vários investigadores argumentam que a tendência geral para exculpar Antonescu foi apoiada pela Frente de Salvação Nacional (FSN) no poder e pelo seu grupo sucessor, mais tarde conhecido como Partido Social-Democrata,  que complementaram um lobby pró-autoritário emergente, ao mesmo tempo que retratavam o seu oponente comum, o Rei Miguel, e os seus apoiantes como traidores.  Tentativas semelhantes de negar o papel de Antonescu no Holocausto também foram feitas pelos principais partidos da oposição, o Partido Nacional Camponês Democrata Cristão e o Partido Nacional Liberal, com Radu Câmpeanu, o presidente deste último partido, descrevendo publicamente o líder da guerra como um "grande romeno" que tentou defender os judeus.  Secções dos grupos governantes e da oposição contemplaram a ideia de reabilitar o líder dos tempos de guerra e, em Maio de 1991, o Parlamento observou um momento de silêncio em sua memória.  A tolerância governamental percebida em relação à reabilitação de Antonescu levantou preocupações e protestos internacionais.   Embora o presidente romeno Ion Iliescu, apoiado pela FSN, se opusesse publicamente às tentativas de reabilitar Antonescu e reconhecesse os "crimes que cometeu contra os judeus", foi o seu sucessor, Emil Constantinescu, um representante da Convenção Democrática, que em 1997 se tornou o primeiro titular de cargo público romeno a reconhecer a responsabilidade colectiva das autoridades romenas.   No entanto, durante o mesmo período, o Procurador-Geral Sorin Moisescu seguiu um procedimento de recurso especial, desde então obsoleto, para anular as sentenças proferidas contra Antonescu e outros réus de 1946, que ele acabou por retirar. 
Até certo ponto, tais sentimentos pró-Antonescu também estavam presentes na historiografia pós-1989. Refletindo sobre esse fenômeno em 2004, Maria Bucur escreveu: "a imagem perversa de Antonescu não é o produto de uma campanha de propaganda liderada por extremistas de direita, mas um mito difundido alimentado por debates históricos e disputas políticas, e ao qual o público parece indiferente ou aceita sem problemas."  Após a Revolução, fontes de arquivo relativas a Antonescu, incluindo aquelas nos Arquivos Nacionais da Romênia, foram disponibilizadas aos pesquisadores, mas documentos confiscados ou compilados por oficiais soviéticos, mantidos na Rússia, permaneceram em grande parte inacessíveis.  Embora confrontados com mais provas dos arquivos recentemente abertos, vários historiadores, incluindo alguns empregados por instituições oficiais, continuaram a negar o Holocausto na Romênia e atribuíram o número de mortos exclusivamente às unidades alemãs.  Paralelamente, alguns continuaram a concentrar-se exclusivamente nos massacres do Norte da Transilvânia.  Autores locais que promoveram ativamente a imagem de Antonescu como um herói e escreveram relatos apologéticos de sua política incluem os historiadores Gheorghe Buzatu  e Mihai Pelin,  e o pesquisador Alex Mihai Stoenescu.  Larry L. Watts publicou uma monografia igualmente controversa nos Estados Unidos.  Embora criticado por negar a singularidade do Holocausto e minimizar a cumplicidade de Antonescu, Dinu C. Giurescu foi reconhecido como o primeiro historiador romeno pós-comunista a reconhecer abertamente a participação de seu país,  enquanto seus colegas Șerban Papacostea e Andrei Pippidi foram notados como os primeiros críticos das tentativas de exculpar Antonescu.  A questão dos crimes na Transnístria e noutros locais foi incluída pela primeira vez no currículo romeno com um livro de texto alternativo aprovado pelo Estado em 1999, editado por Sorin Mitu. 

### Comissão Wiesel e consequências
Em 2003, após um período em que a sua própria posição ambígua sobre o assunto gerou controvérsia,  o sucessor de Constantinescu, Ion Iliescu, estabeleceu a Comissão Wiesel, um grupo internacional de historiadores especialistas cuja missão era o estudo do Holocausto na Roménia, posteriormente sucedido pelo Instituto Nacional Elie Wiesel . O Relatório Final compilado pela Comissão trouxe o reconhecimento oficial da participação de Antonescu no Holocausto.    A partir desse momento, as demonstrações públicas de apoio a Antonescu tornaram-se ilegais.    Os interrogatórios de Antonescu na SMERSH foram recuperados dos arquivos russos e publicados em 2006.  Apesar da renovada condenação e exposição, Antonescu permaneceu uma figura popular: como resultado da série de pesquisas Mari Români de 2006 conduzida pela estação nacional TVR 1, os telespectadores nomearam Antonescu como o 6º maior romeno de todos os tempos.  A fase eliminatória da votação incluiu perfis televisivos das dez figuras mais populares e viu o historiador Adrian Cioroianu usar a parte dedicada a Antonescu para expô-lo e condená-lo, dando aos eleitores razões para não verem o ditador como um grande romeno.  A abordagem resultou em notável controvérsia depois que o jornal Ziua criticou Cioroianu, que se defendeu afirmando que tinha a obrigação de dizer a verdade. 
No mesmo ano, em 5 de Dezembro, o Tribunal de Recurso de Bucareste anulou a condenação de Antonescu por certos crimes contra a paz, com o fundamento de que as condições objectivas de 1940 justificavam uma guerra preventiva contra a União Soviética, o que tornaria o artigo 3.º da Convenção de 1933 para a Definição de Agressão inaplicável no seu caso    (bem como nos de Alexianu, Constantin Pantazi, Constantin Vasiliu, Sima e vários políticos da Guarda de Ferro).  Este ato levantou protestos oficiais na Moldávia, o estado independente formado na Bessarábia após a dissolução da União Soviética, e na Rússia, o estado sucessor soviético, bem como críticas de historiadores do Holocausto.    A decisão do Tribunal de Recurso foi anulada pelo Supremo Tribunal Romeno em Maio de 2008.  No mesmo ano, os herdeiros colaterais de Maria Antonescu apresentaram uma reclamação sobre uma villa Predeal pertencente ao casal, mas um tribunal de Brașov rejeitou o seu pedido, citando leis que confiscavam a propriedade de criminosos de guerra. 

### Legado cultural, representações e marcos
Além de seus esforços de propaganda e censura, Antonescu e seu regime tiveram um impacto considerável na cultura, arte e literatura romenas. Devido às diretrizes austeras sobre cultura e às circunstâncias da guerra, a marca direta desse período é menor do que a de outros períodos da história do país. Poucos grandes memoriais de heróis foram construídos durante os anos de guerra. Os memoriais produzidos na época eram principalmente trípticos de beira de estrada (troițe).  A organização Heroes' Cult recebeu os direitos de expropriação do cemitério judeu de Bucareste em 1942 e propôs substituí-lo por um grande monumento desta categoria, mas esse plano acabou por ser abandonado.  Antonescu e sua esposa preferiram doar para igrejas ortodoxas e foram reitores de igrejas em três áreas distintas de Bucareste: a Igreja Mărgeanului em Rahova, uma em Dămăroaia e a Igreja dos Santos Constantino e Helena em Muncii, onde tanto o marechal quanto sua esposa são retratados em um mural.  Depois que as enchentes causaram estragos em seu condado natal de Argeș, o próprio marechal fundou Antonești, uma vila modelo em Corbeni (parcialmente construída por prisioneiros de guerra ucranianos e posteriormente passada para propriedade do estado), ao mesmo tempo em que ordenava a exploração hidrelétrica do rio Argeș.  Ele também teve contatos esporádicos com o meio artístico e literário, incluindo uma entrevista que concedeu ao seu apoiador, o escritor Ioan Alexandru Brătescu-Voinești.  Seu julgamento de 1946 foi notavelmente assistido e documentado por George Călinescu em uma série de artigos para o jornal Națiunea.  O humor político da década de 1940 preservou imagens distintas do líder romeno. Piadas romenas que circularam durante o governo de Antonescu ridicularizaram sua adoção do título de Marechal da Romênia, vendo-o como uma autopromoção e apelidando-o de "Automarechal".  Durante a guerra, a agitação e propaganda soviética retratou Antonescu e os outros líderes secundários do Eixo como vilões e criaturas servis semelhantes a cães, representações notavelmente presentes no teatro musical e nos espetáculos de marionetes,  bem como em desenhos animados da imprensa. 
O romance Delirul de Marin Preda, de 1975, mostra a relação ambígua do regime de Ceaușescu com Antonescu. Os críticos John Neubauer e Marcel Cornis-Pope observam que o romance "reconhecidamente não é o melhor trabalho [de Preda]" e discutem sua "representação complexa" de Antonescu como "um líder essencialmente falho, mas ativo, que tentou negociar alguma margem de manobra entre as demandas da Alemanha e as ameaças da União Soviética [e cujo fracasso] levou ao desmantelamento do frágil sistema democrático da Romênia".  O livro buscava a reabilitação de Antonescu por suas atitudes na questão da Bessarábia-Bucovina do Norte, mas não incluía nenhuma menção às suas políticas antissemitas, das quais o próprio Preda pode ter ignorado.  Seguiu-se um escândalo internacional quando comentários negativos sobre o livro foram publicados pela revista soviética Literaturnaya Gazeta.  Embora fosse um nacionalista declarado, Eugen Barbu produziu uma imagem satírica de Antonescu em seu próprio romance de 1975, Incognito, que foi descrito por Deletant como "assassinato de caráter". 
Durante a década de 1990, foram erguidos monumentos a Antonescu e ruas receberam o seu nome em Bucareste e em várias outras cidades.   Entre os directamente envolvidos neste processo estavam Iosif Constantin Drăgan,   o presidente da câmara nacionalista de Cluj-Napoca, Gheorghe Funar,  e o general Mircea Chelaru, cuja demissão do Exército foi posteriormente solicitada e obtida.  Também durante esse intervalo, em 1993, o cineasta e político social-democrata Sergiu Nicolaescu produziu Oglinda, que retrata Antonescu (interpretado por Ion Siminie) de forma apologética.  A tendência de reabilitação também foi representada em uma exposição comemorativa de outubro de 1994 no Museu Militar Nacional.  No mesmo ano, um documentário negacionista, Destinul mareșalului ("O destino do marechal"), foi distribuído por empresas estatais, um assunto que suscitou preocupação.  Depois de a Comissão Wiesel ter apresentado as suas conclusões e de tal apoio público ter sido proibido, as estátuas com a imagem de Antonescu foram derrubadas ou de outra forma tornadas indisponíveis para visitação pública.     Um caso inusitado é o da sua Igreja de São Constantino e Helena, onde, após longos debates,  o seu busto foi selado dentro de uma caixa metálica.   Fora deste contexto, a exibição pública de retratos de Antonescu e slogans racistas por parte de hooligans do futebol durante a temporada 2005-2006 da Liga I motivou a intervenção da UEFA (ver Racism Breaks the Game).  Em 2019, a Romênia tinha nove ruas com o nome de Antonescu; os locais incluem Constanța, Râmnicu Sărat e Bechet. 

## Prêmios e condecorações
Antonescu recebeu vários prêmios e condecorações ao longo de sua carreira militar, sendo a mais notável a Ordem de Miguel, o Valente, que lhe foi concedida pessoalmente pelo Rei Fernando I durante a Guerra Húngaro-Romena de 1919.  Ele também recebeu diversas condecorações de países estrangeiros. Ele foi o primeiro romeno a receber a Cruz de Cavaleiro da Cruz de Ferro, concedida pelo próprio Hitler. 
| Prêmio ou condecoração                             | Prêmio ou condecoração                                    | País             | Data                   | Local              | Nota | Ref.                                    |
| -------------------------------------------------- | --------------------------------------------------------- | ---------------- | ---------------------- | ------------------ | --- | --------------------------------------- |
| Ficheiro:Romanian Military Virtue Medal ribbon.png | Medalha da Virtude Militar (1ª Classe em Ouro)            | Reino da Romênia | 1913                   | Dobruja do Sul     | A mais alta condecoração militar da Romênia na época. Recebida apenas por um oficial do exército durante a Segunda Guerra dos Balcãs. | [ 702 ]                                 |
|                                                    | Ordem de Miguel, o Valente (3ª, 2ª e 1ª Classe)           | Reino da Romênia | 1919                   | Rio Tisza, Hungria | A mais alta condecoração militar da Romênia. Ao cruzar o Rio Tisza, o Rei Fernando tirou a Ordem de Miguel, o Valente, do seu próprio uniforme e a presenteou a Antonescu, dizendo: "Antonescu, ninguém neste país sabe melhor do que o Rei o quanto lhe devem". | [ 703 ] [ 704 ]                         |
|                                                    | Distintivo de Piloto/Observador em Ouro com Diamantes     | Alemanha Nazista | Junho de 1941          |                    | Concedido para homenagear sucessos excepcionais, oferecido a Antonescu pelo Reichsmarschall Hermann Göring. | [ 704 ]                                 |
|                                                    | Cruz de Ferro (2ª e 1ª Classe)                            | Alemanha Nazista | 6 de agosto de 1941    | Berdychiv          | Concedido por bravura em batalha, bem como outras contribuições militares em um ambiente de campo de batalha. | [ 705 ]                                 |
|                                                    | Cruz de Cavaleiro da Cruz de Ferro                        | Alemanha Nazista | 6 de agosto de 1941    | Berdychiv          | A mais alta condecoração da Alemanha nazista para suas forças militares e paramilitares durante a Segunda Guerra Mundial. Primeiro romeno a receber a condecoração.                                                                                              | [ 705 ]                                 |
|                                                    | Grã-Cruz da Ordem da Rosa Branca da Finlândia com Espadas | Finlândia        | Janeiro de 1942        | Bucareste          | Uma das três mais altas ordens estaduais da Finlândia, estabelecida em 1919 por Carl Gustaf Emil Mannerheim. | [ 706 ]                                 |
|                                                    | Escudo da Crimeia em Ouro                                 | Alemanha Nazista | 3 de julho de 1942     | Bucareste          | O primeiro a receber este prêmio, concedido a Antonescu por Erich von Manstein em nome de Hitler. | [ 707 ] [ 708 ] [ 709 ] [ 710 ] [ 711 ] |
|                                                    | Grã-Cruz da Ordem da Cruz da Liberdade com Espadas        | Finlândia        | 10 de novembro de 1943 |                    | A mais antiga das ordens estatais finlandesas. | [ 712 ]                                 |

### Historiografia e memória
- Chioveanu, Mihai. "A Deadlock Of Memory The Myth And Cult Of Ion Antonescu In Post-Communist Romania." Studia Hebraica 3 (2003): 102–123.
- Treptow, Kurt W. Romania and World War II ( Center for Romanian Studies, 1996).
- White, George W.  Nationalism and Territory. Constructing Group Identity in Southeastern Europe, Rowman & Littlefield, Lanham, 2000. ISBN 0-8476-9809-2